# Miracle du soleil
Le Miracle du soleil, ou la danse du soleil, (en portugais : O Milagre do Sol) est un phénomène céleste qui aurait été observé le 13 octobre 1917 à Fátima à midi (heure solaire, ou 13 h 45 heure légale), dans le cadre des apparitions mariales de Fátima par 40 000 à 50 000 personnes (certaines estimations donnent 70 000 personnes), pendant environ dix minutes à Cova da Iria, près de Fátima, au Portugal. La survenue d'un « miracle » (sans en préciser la nature) sur ce lieu aurait été annoncée par les pastoureaux de Fátima trois mois à l'avance. Quoique seuls des articles de presse postérieurs au 13 octobre 1917 mentionnent cette prédiction, d'autres documents, tels que plusieurs comptes-rendus d'interrogatoires de Lucie attesteraient que la fillette parlait déjà à l'avance d'un « miracle pour que tous croient » prévu pour la sixième et dernière apparition, soit au mois d'octobre. Ces documents sont apparus après la danse solaire du 13 octobre, leur caractère prophétique est donc sujet à caution. Les témoignages de l'assistance, couverts par la presse, ont donné lieu à de multiples articles de journaux durant les semaines suivantes.
Les participants décrivent plusieurs phases successives durant lesquelles ils auraient observé le soleil sous forme « d'un disque argenté mat avec une couronne brillante », tournant dans le ciel et projetant des couleurs, (bleu, vert, orange et toutes les couleurs de l'arc-en-ciel) tant sur les nuages que sur le paysage et la foule rassemblée. Puis le soleil se serait mis à « tournoyer dans le ciel rapidement et à fondre sur la Terre pour la percuter » avant de reprendre normalement sa place dans le ciel. Cette dernière phase aurait grandement impressionné voire terrorisé la population. Pour sa part, Lucie dos Santos, présente sur les lieux, a déclaré ne pas avoir vu cette « danse du soleil ». En revanche, elle dit avoir vu la Sainte Famille à proximité du « soleil immobile ».
Dans une période de tension politique au Portugal, cet événement a entraîné une avalanche d'articles de presse (enthousiastes ou critiques) ainsi qu'un nombreux « courrier des lecteurs » qui ont été publiés durant plusieurs mois. L'Église catholique a ouvert une enquête sur les apparitions mariales à Fatima, mais, si elle a reconnu les apparitions mariales, elle n'a pas tiré de conclusion définitive sur la réalité du phénomène solaire ni sur le caractère miraculeux ou non de l'événement,,.
Il a fallu attendre près de 30 ans pour que des chercheurs se penchent sur la question. L'hypothèse retenue par plusieurs scientifiques (Stanley Jaki, Carlos Fiolhais, Arthur Wirowski) est celle d'un phénomène météorologique complexe. D'autres chercheurs (Auguste Meessen, Gérard de Sède, Kevin McClure) ont émis différentes hypothèses : phénomènes solaires, hallucination collective, problème rétinien (dont rétinopathie), jusqu'à l'apparition d'un objet volant non identifié. Quoi qu'il en soit, aucune activité inhabituelle de l'astre solaire n'a été relevée par des scientifiques,, et la plupart des scientifiques s'accordent sur le fait qu'il ne peut s'agir d'un phénomène astronomique,.
Si la « danse du soleil » du 13 octobre 1917 est la première à avoir été signalée par des témoins, depuis cette date, de nombreuses personnes, seules ou en groupe, ont déclaré avoir vu (ou revu) un phénomène solaire semblable, sur ce même lieu, ou non.

## Le Miracle du soleil

### Étymologie
Les termes utilisés pour décrire ce phénomène trouvent leur origine dans la presse et dans les mots utilisés par la foule pour « qualifier ce qu'ils ont vu ». Le mot de « miracle » a été utilisé dès avant l'événement, car les « voyants de Fátima » avaient annoncé un « grand miracle » qui prouverait la véracité des apparitions qu'ils disaient avoir vues, et du « message de la belle dame ». Un article du journal O Século du 23 juillet mentionne que la foule s'était rendue le 13 juillet sur ce lieu dans l'espoir d'un miracle « attendu et annoncé » (dans l'esprit du journaliste, il s'agissait vraisemblablement du miracle de l'apparition mariale aux enfants, quoiqu'elle ne fût alors visible pour personne si ce n'est eux). Pour Stanley Jaky, ce terme de « miracle » est le plus adapté pour parler de ce phénomène, même si certains rationalistes refusent de l'utiliser,. Sur le plan religieux, ce terme est « abusif et inadapté » car l’Église catholique ne s'est jamais prononcée officiellement sur le caractère « miraculeux » ou non du phénomène.
Carlos Fiolhais (pt) rappelle pour sa part que « dans le langage de la théologie, un miracle est « un événement extraordinaire, perceptible par les sens, produit par Dieu dans un contexte religieux comme signe du surnaturel ». Extraordinaire signifie un événement très improbable, voire impossible du point de vue de notre connaissance du monde ».
Le terme de « soleil » a été utilisé par tous les témoins pour décrire l'objet céleste vu. Or certains témoins mettront en doute qu'il s'agisse réellement du soleil, estimant que sa « position dans le ciel » ne correspondait pas à celle de l'astre solaire. Et Stanley Jaki reconnaît que s'il s'était réellement agi du soleil « bougeant en tous sens dans le ciel et fonçant sur la Terre », « les effets gravitationnels sur tout le système solaire auraient été énormes et dévastateurs ». La communauté scientifique s'accorde sur le fait que « ce n'est pas le soleil qui a bougé dans le ciel et la galaxie ». L'utilisation de ce terme de « soleil » est donc lui aussi un « abus de langage ».
Le terme de « danse du soleil » a été utilisé par Avelino de Almeida, dans le titre de son article publié le 15 octobre 1917, dans le journal O Seculo. Il l'a tiré (d'après lui), de la réaction de la foule, lors de l'événement, foule qui essayait d'exprimer par des mots ce qu'elle avait vu,.
Le terme de « danse macabre » (en français) sera utilisé dans un article (en portugais) d'Avelino de Almeida, deux semaines après l'événement pour décrire la « danse du soleil ». Cette expression ne semble pas avoir été reprise par la suite.

### Le contexte

#### Contexte politique
En 1910 une révolution a renversé la monarchie portugaise et mis en place un gouvernement républicain radical « violemment anticlérical ». Le parti radical a déclaré parvenir, par les mesures anti-religieuses qu'il a prises (laïcisation de l'université, interdiction de l'enseignement religieux, saisie des églises...) à « éradiquer le catholicisme du pays en deux générations ». À titre d'exemple, Sebastião de Magalhães Lima, grand maître du Grand Orient lusitanien, avait déclaré que « dans deux ans, il n'y aura plus de vocations à la prêtrise » dans le pays, et le ministre de la Justice, Alfoso Costa avait déclaré au Parlement qu'avec « la nouvelle idéologie introduite dans les écoles, la religion catholique aurait disparu d'ici deux générations »,.
Deux tentatives de coup d'État ont lieu entre 1910 et 1917, avec pour objectif de restaurer la monarchie, accentuant les tensions entre les partis radicaux de gauche et les partis de droite (mais aussi l’Église catholique). En 1917, il y a dans le pays, « un sentiment d'insécurité générale » doublé d'un effondrement de l'économie.
Signe de cette tension politique générale, et sur « les apparitions de Fatima » en particulier, différents « affrontements » ont lieu à Fatima avant et après la date du 13 octobre 1917 :
- le 13 août 1917 « les voyants » de Fatima sont arrêtés par les autorités civiles et mis en prison durant deux jours, provoquant un début d'émeute populaire[B 1] ;
- avant l'événement d'octobre, des bruits courent disant que des groupuscules anarchistes viendraient le 13 jeter des bombes sur les fidèles rassemblés à Fatima. Cette menace d'attentat est prise au sérieux par un certain nombre de participants[G 12] ;
- le 22 octobre 1917 le « lieu des apparitions » est profané, et le 6 mars 1922 la chapelle des apparitions (construite en 1919) est « dynamitée par des anticléricaux »[B 1],[G 13] ;
- le 10 mai 1923 les autorités civiles interdisent tout rassemblement ou pèlerinage sur le lieu des apparitions, le gouverneur mobilise les forces armées pour interdire l'accès à Fatima lors du pèlerinage national prévu 3 jours plus tard. Mais le 13 mai, 100 000 personnes se présentent et forcent le passage, franchissant les barricades et des fossés pleins d'eau pour se rendre devant la chapelle des apparitions[G 13].

Sur le plan religieux, la hiérarchie catholique (les évêques du pays et bon nombre de prêtres), voient d'un œil très négatif les apparitions de Fatima, et le « miracle du soleil » (ils ne croient pas à la véracité des témoignages et considèrent qu'il s'agit d'une supercherie), et le sont encore en 1920. Une bonne partie du clergé (les prêtres) est relativement critique elle aussi,. Très peu seront présents sur site le 13 octobre.
Enfin, la déclaration d'apparitions mariales dans le pays (la première depuis plusieurs siècles), alors que la Vierge Marie avait, trois siècles plus tôt, été déclarée « Reine et patronne du Portugal » par le roi João IV,, pouvait être considéré comme « un défi » au gouvernement qui avait démis et expulsé le dernier roi du Portugal, sept ans plus tôt.

#### Les apparitions de Fátima

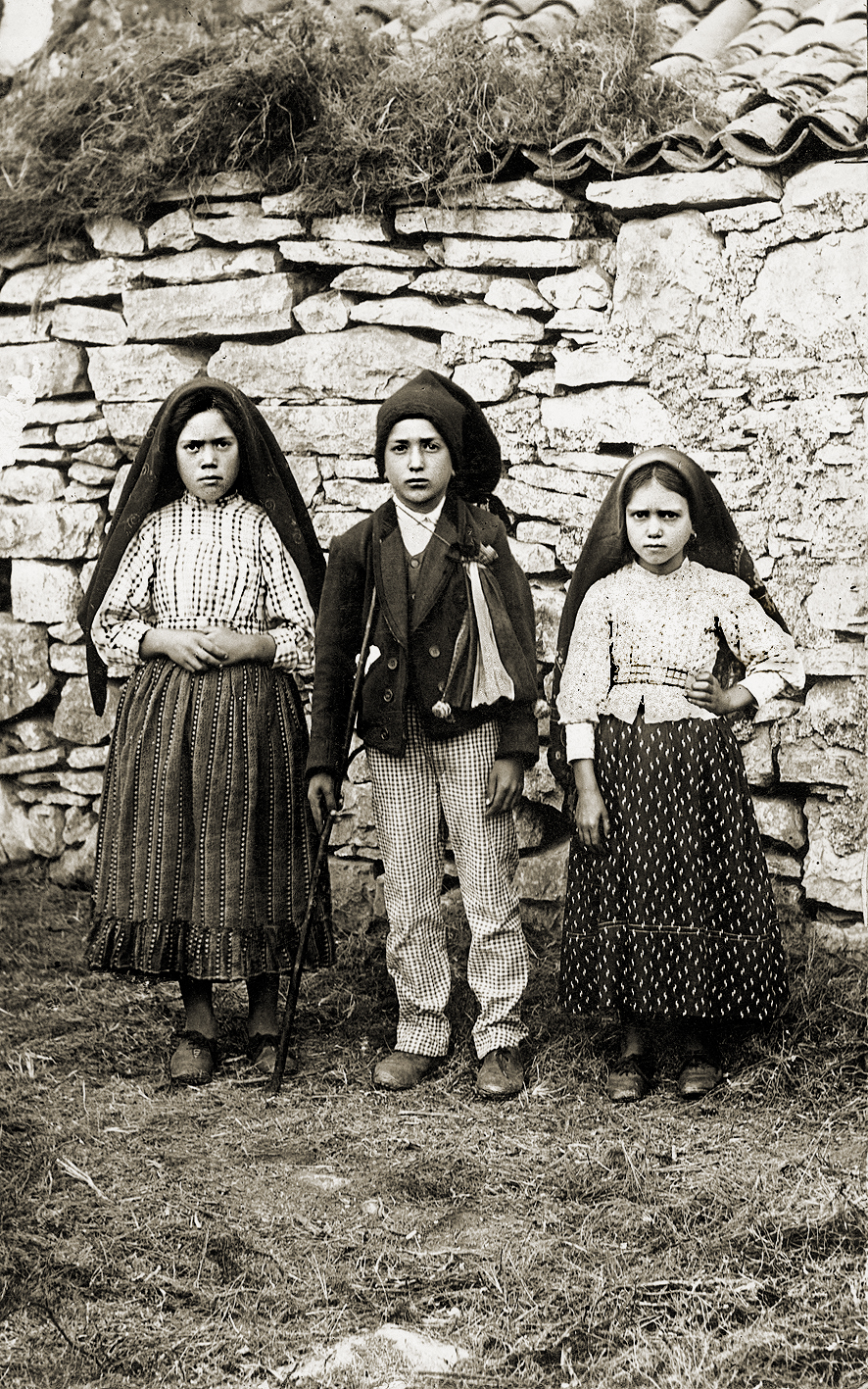
Les trois voyants de Fátima (Lucie dos Santos, Francisco Marto et Jacinthe Marto).

Le phénomène du « miracle du soleil » survient dans le cadre des apparitions mariales de Fátima en 1917. Trois jeunes bergers (de sept à dix ans), Lucie dos Santos, Francisco Marto et Jacinthe Marto, disent avoir vu « une dame toute vêtue de blanc » le 13 mai 1917. La nouvelle se répand rapidement et « cette dame » est très vite associée à la Vierge Marie. Si de nombreuses personnes se montrent sceptiques, très vite des curieux viennent assister aux « apparitions » qui se répètent tous les mois, même si personne « ne voit rien », et que seuls les enfants disent « voir la dame ». Lors de la 3e apparition (le 13 juillet 1917), Lucia demande à « la dame » « un miracle » pour que les gens croient à ces apparitions. La « dame » promet un miracle pour le mois d'octobre et demande de revenir chaque mois, le 13 du mois, sur ce même lieu,.
Lors de la 5e apparition (le 13 septembre), 10 000 personnes accompagnent déjà les « voyants ». La « dame » promet à nouveau un « miracle » pour la prochaine rencontre le 13 octobre,.
Le matin du 13 octobre 1917, Avelino de Almeida, rédacteur en chef du journal O Século, publie un article ironique sur les apparitions de Fátima où il ne voit que superstition et supercherie. Il se rend néanmoins sur place pour assister au miracle annoncé. Au petit matin, une foule très importante se dirige vers la Cova da Iria, le lieu des apparitions. Les estimations du nombre de spectateurs varient de 40 000 à 50 000 pour Avelino de Almeida,, jusqu'à 70 000 pour le Dr Joseph Garrett, ancien professeur de mathématiques à l'Université de Coimbra, également présent ce jour-là,,.
Dans la foule, avec les « citoyens ordinaires » se trouvent aussi des nobles, des ingénieurs, des médecins, des notaires ainsi que des journalistes et un photographe. Le ciel est complètement couvert par les nuages et il tombe une pluie incessante. La pluie a transformé le lieu en un vaste bourbier et les pèlerins ou curieux sont trempés jusqu’aux os et transis de froid. Les enfants arrivent avec leur famille et commencent à réciter le chapelet,. À midi, bien que la pluie continue toujours de tomber, Lucie demande de fermer les parapluies, retirer les chapeaux, et s’agenouiller sur le sol. La foule lui obéit, malgré la pluie qui se poursuit. Peu de temps après, les enfants voient « la dame » leur apparaître. L'apparition se présente alors à Lucie comme étant Notre-Dame du Rosaire, et lui demande de faire bâtir une chapelle en son honneur ; elle demande également la conversion des pécheurs. Elle annonce la fin de la guerre pour le jour même du miracle, c'est-à-dire pour le 13 octobre 1917, erreur dont elle se justifiera dans ses mémoire, expliquant que « C’est peut-être parce que j’étais préoccupée de me rappeler les innombrables grâces que j’avais à demander à Notre Dame, que j’ai fait l’erreur de comprendre que la guerre finissait le jour même du 13 ».

#### Les annonces dans la presse
Dès le 23 juillet, le journal O Século, qui titre « une ambassade céleste... spéculation financière ? » relate la venue de foules dans un lieu retiré de la « serra d’Aire » autour de trois enfants qui disent voir la Vierge. L'article, très critique, émet des doutes sur les motifs de l'événement et ose la comparaison avec Lourdes (en émettant l'hypothèse d'une tentative d'escroquerie). Le journaliste ajoute que les fidèles rassemblés attendent la survenue d'un miracle. Les 18 et 19 août, un autre journal, O Mundo publie deux articles intitulés « Imposteurs ! » et « La fraude aux miracles » qui racontent que « quelques enfants prétendent abuser les foules et les attirer avec la complicité d'autres adultes pour réaliser des miracles ». Les articles évoquent aussi l'arrestation et la séquestration (durant quelques jours) des trois enfants par le gouverneur de la ville de Ourém. Stanley Jaki écrit que les voyants ont annoncé la survenue d'un miracle pour le 13 octobre, et que « dans la population » l'attente du « miracle » augmente avec le temps après les annonces répétées de Lucie en juillet, en août puis enfin le 13 septembre.
Le mensuel Buletino du mois d'août raconte l'apparition du 13 juillet qui déclare que « rien n'est impossible à la Vierge Marie qui, qui sait, veut peut-être faire un nouveau Lourdes [à Fatima] ». L'article ajoute que lors de cette « apparition » il y avait une foule de 800 à 2 000 personnes. De plus, l'observation et l'annonce, par des témoins en août et septembre, de premiers phénomènes atmosphériques inexpliqués, se répand dans tout le pays (même si la presse ne s'en fait pas l'écho). À la suite du « fiasco » de l'opération menée par le clan républicain en août pour mettre fin aux mouvements des foules à Fatima, les journaux (qui leur sont proches) décident de garder le silence pour éviter de faire de la publicité « aux apparitions ». De son côté, la presse catholique, peut-être par prudence, par manque d'intérêt ou par peur d'un fiasco qui discréditerait l’Église, garde elle aussi le silence, n'évoquant plus le sujet jusqu'à la mi-octobre.
Le journal O mundo du 19 août 1917 annonce que le 13 octobre, la vierge « descendrait du ciel sur terre pour la dernière fois afin de faire la paix dans le monde et de mettre fin à la guerre ». Il semblerait donc que Lucie avait prophétisé la fin de la guerre pour le 13 octobre. Une erreur, qui, semblerait-il a eu un certain écho au Portugal : le 11 novembre 1917, le curé de Porto de Mós informe le patriarche que la foi s'est « refroidie », en raison de la poursuite de la guerre, dont Lúcia avait annoncé la fin le 13 octobre. »
Le 16 septembre 1917, la « Semana Alcobacense » titre « Il était une fois un "miracle" » : l'article informe que beaucoup de gens étaient impatients de rencontrer la Vierge le 13 septembre. Et la déception de l'absence de celle-ci se lisait sur leur visage,. Vu la réaction de la foule, et l'annonce que les « apparitions » devaient avoir lieu tous les 13 du mois, cet article de presse soulève des questions quant au fait que le miracle aurait été prédit et annoncé pour le 13 octobre.
Le dernier article publié dans la presse (avant l'événement), est celui d'Avelino de Almeida, journaliste et rédacteur en chef du quotidien de Lisbonne O Século, le samedi matin du 13 octobre. Il rédige son article la veille et l'envoie pour édition avant de partir pour Fatima. Dans cet article, s'il relate les apparitions depuis le mois de mai, et la « prudente réserve » du clergé local sur ces événements, le journaliste n'hésite pas à utiliser l'ironie pour railler « le clergé qui souhaite peut-être l'apparition d'un nouveau lieu de pèlerinage, d'un nouveau Lourdes », ou la « venue futur de milliers de pèlerins et de vente d'objets de piété », mais il ajoute avec ironie, que pour l'instant, « on n'a pas encore vu d'aveugles retrouver la vue, ou de paralysés retrouver l'usage de leurs jambes ». Finalement, il y déclare, avec assurance, qu'il ne s'y passera rien à midi (contrairement à ce qui a été annoncé depuis des mois) : le « grand miracle » n'aura pas lieu,.

#### La prédiction du miracle
Bien que l'annonce d'un « grand miracle » pour octobre ne se trouve pas dans des articles de presse datant d'avant l'évènement, on la retrouve cependant dans les archives des interrogatoires menés sur les enfants. Le Père Manuel Marques Ferreira, curé de Fatima, qui interrogeait les enfants après chaque apparition, rapporte le 14 juillet cette déclaration de Lucie racontant le dialogue qu'elle avait eu la veille avec la Dame : « J'ai dit : – Faites un miracle pour que tout le monde croie. – Dans trois mois je ferai en sorte que tous croient. » De même, le Père Manuel Nunes Formigão, rapporte à la date du 27 septembre son entretien avec Lucie : « Notre-Dame viendra-t-elle seule le 13 octobre ? – Saint Joseph viendra aussi avec l'enfant, et la paix sera accordée au monde. – Et a-t-elle fait d'autres révélations ? – Elle a déclaré que le 13, elle fera en sorte que tout le monde croie qu'elle apparaît vraiment. » Et Nunes de conclure : « Le 13 octobre prochain, soit tout s'effondrera comme par enchantement, soit de nouvelles preuves, tout à fait probantes, viendront confirmer celles qui existent déjà en faveur de la réalité des apparitions de la Vierge. ». Il faut cependant noter que ces déclarations ont été rendues publiques entre 1992 et 2013 durant la publication de la documentation critique de Fátima. Leur caractère prophétique est donc fortement contestable.

### Les témoignages

#### L'arrivée des foules

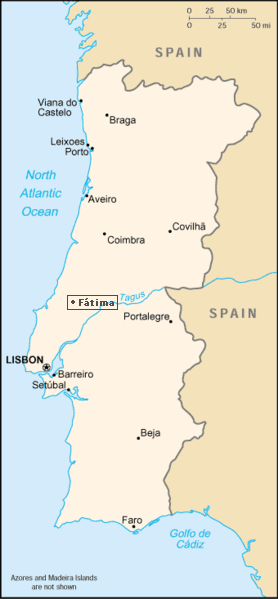
Localisation géographique

La foule de pèlerins et de curieux présente les 13 du mois pour assister aux « apparitions de la Vierge » au côté des enfants était déjà en croissance régulière (70 en juin, 2000 en juillet, 5 000 en août, 10 000 en septembre),. Déjà en août et septembre, les témoins présents avaient observé des « phénomènes atmosphériques inexpliqués » durant la période supposée de l'apparition mariale (petit nuage blanc se déplaçant à faible altitude et venant se positionner sur le « lieu de l'apparition », apparition d'un « globe lumineux », coloration du paysage, de la foule et des visages avec des teintes roses, rouges, bleues, etc.). Ces nouvelles se sont répandues dans le pays « comme un feu de poudre ». Le 13 octobre, c'est une foule nombreuse qui se met en route vers un petit coin perdu de la montagne : la Cova da Iria située à 12 km, soit plus de 2h de marche, d'Ourém, le gros bourg le plus proche. La météo annoncée pour le week-end est sèche (mais il pleuvra malgré les prévisions météo contraires). Malgré l'absence de route (seul un chemin en terre conduit à ce secteur désertique), les curieux et les pèlerins se rendent dans ce lieu isolé par tous les moyens de transport existants (voiture automobile, bicyclette, voiture à traction animale et à pied). Certains feront une journée de marche pour se rendre sur place. Le bus de la ville de Torres Novas est lui aussi mobilisé pour l'occasion. Un décompte précis des véhicules rangés le long de la piste a été réalisé par certains participants (plus de 100 automobiles, 135 bicyclettes, 240 voitures (à traction animale),.
Les foules viennent des quatre coins du pays. Plusieurs témoins citent des habitants des zones frontalières nord et sud du pays, distantes de 300 km (en ligne directe). La ville d'Ourém étant trop petite pour fournir un hébergement à tous les « pèlerins », un grand nombre d'entre eux se rend directement sur le lieu d'apparition, et y passe la nuit, dormant sur place à même le sol, malgré le froid (et leur mauvais équipement),. Le matin du samedi, les personnes déjà présentes peuvent choisir « les meilleurs places ». Tôt le matin, la chaleur est forte, mais très vite les nuages noirs d'un [orage] se rassemblent et à 8h30 (heure solaire), le ciel couvert de nuages se met à déverser une « pluie furieuse », sous un vent violent poussant certaines personnes (en marche vers Fatima), à s'abriter sous des arbres ou contre des murs. Le gros de la foule poursuit néanmoins sa marche obstinément, malgré la route transformée en « piscine ». Le vent et la pluie sont tellement forts qu'un témoin indique que certaines femmes ont leur robe collée à leur corps, semblant sortir de sous la douche (toute habillée),,,.

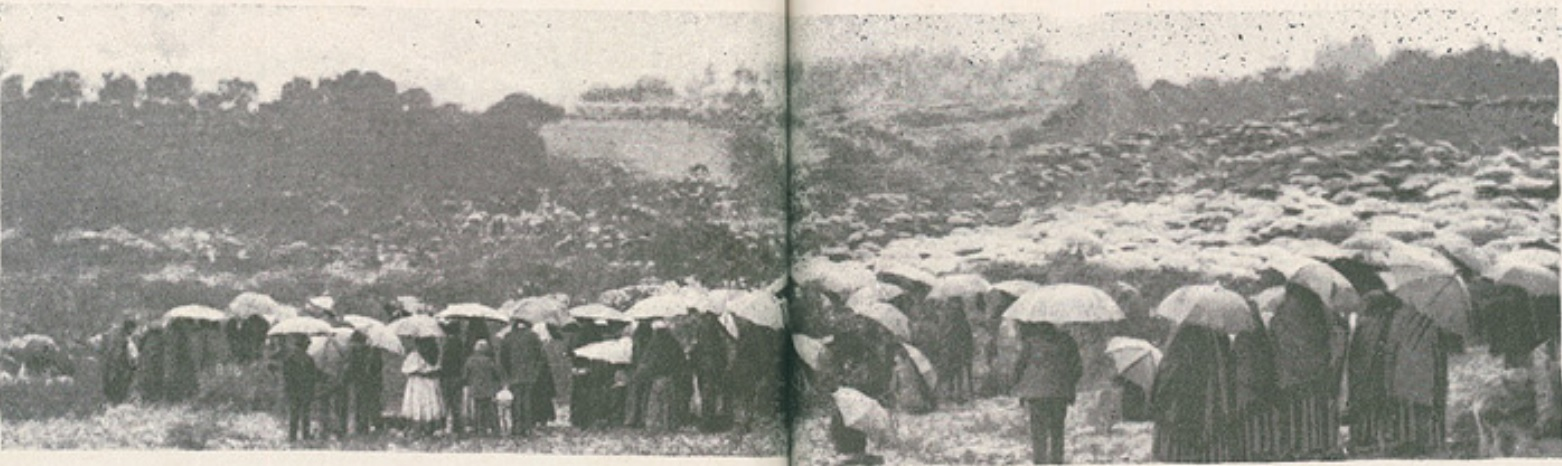
La foule attendant, près du lieu d'apparition sous la pluie battante, attend le miracle annoncé.

La foule rassemblée est évaluée entre 40 000 et 50 000 personnes,, certains auteurs donnent le chiffre de 70 000 personnes,,. Un participant l'évalue à une valeur maximale de 100 000 personnes, valeur reprise dans certaines publications. Cette foule rassemble toutes les classes de la société,, des gens pauvres aux personnes de la bourgeoisie et de la noblesse, des personnes peu instruites aux professeurs d'université, avocats ou juristes. Toutes les tranches d'âge sont également représentées, et il y a des catholiques fervents comme des personnes athées ou agnostiques.
La foule est regroupée par blocs compacts, parfois éloignés du lieu d'apparition. D'autres restent sur la route, en surplomb, certains sont éloignés de plusieurs dizaines de mètres de la foule, parfois par peur d'un attentat.

#### Description du phénomène

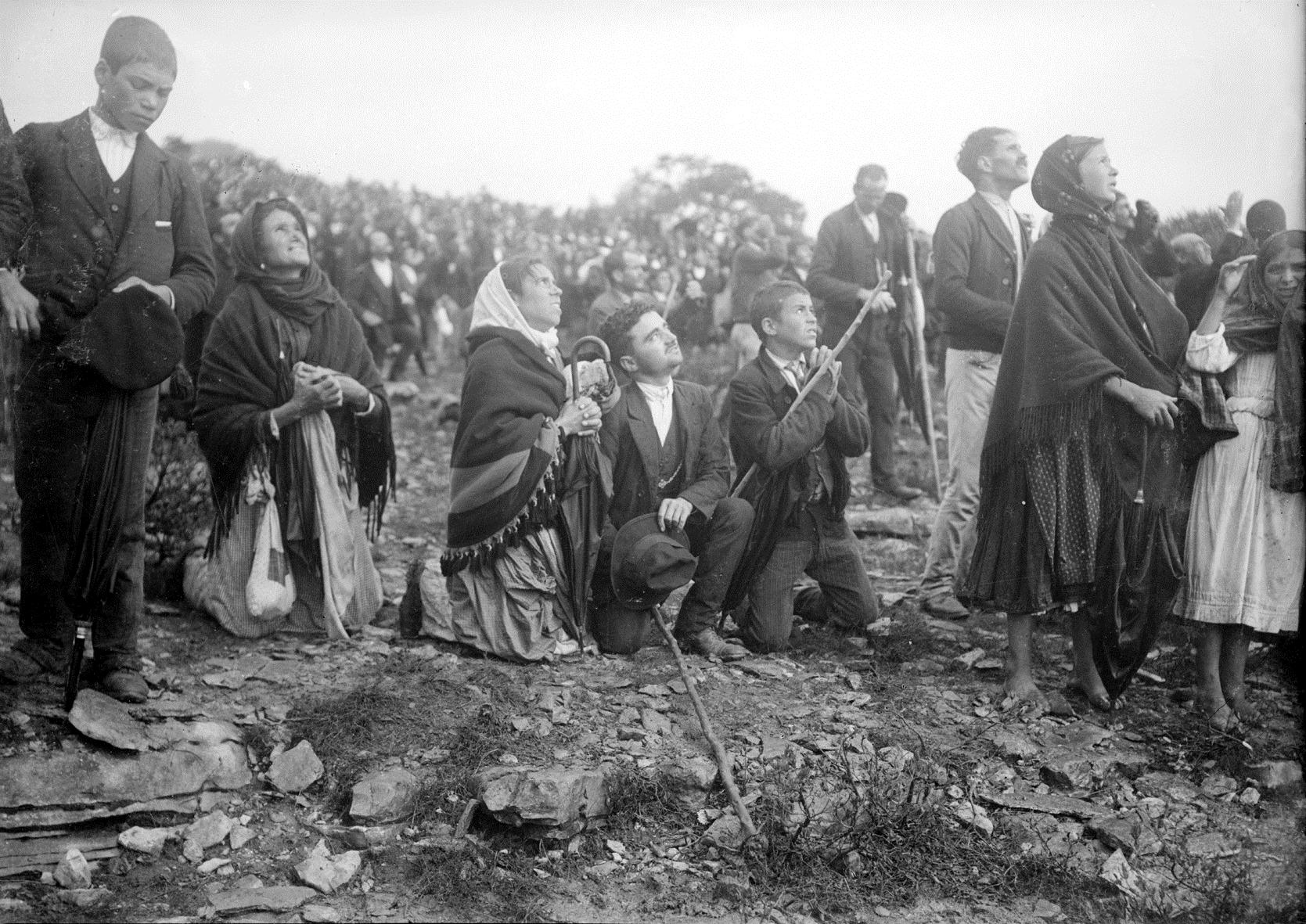
La foule contemplant le miracle de Fatima.

Sur l'ensemble des personnes présentes, il est rapporté par divers témoins que si quelques-uns ont déclaré ne rien avoir vu, et quelques autres qu'ils ont vu « le soleil danser », mais « qu'il ne s'agissait nullement d'un miracle »,,,. La voyante Lucie dit ne pas avoir vu la danse solaire, mais « près du soleil immobile, la Sainte Famille », puis Notre-Dame des Douleurs et Notre-Dame du Mont-Carmel.
La pluie tombe sans discontinuer depuis 8 h 30 le matin (heure solaire, soit 10 h légale), à midi (heure solaire), la pluie diminue. Quelques minutes plus tard, (ou 13 h 45 heure légale), la pluie s'arrête brutalement de tomber et le soleil sort des nuages, éclairant le paysage,. Les témoins rapportent qu'il est alors possible de regarder le soleil directement, sans difficulté, sans douleur, sans en être aveuglé. Plusieurs témoins ayant déjà assisté à une éclipse totale de soleil indiquent qu'il ne s'agit pas d'un phénomène comparable. D'après les « voyants », la pluie s'est arrêtée lorsque « Notre-Dame du Rosaire s’est élevée vers le ciel ».
Le phénomène observé est décrit par tous les témoins en plusieurs phases, :
- la durée du phénomène : elle est donnée pour une dizaine de minutes, de 8 à 10 minutes pour les plus précis[N 39],[22],[F 2]. L'heure de début est donnée avec précision par deux témoins[N 40] : 13h45[G 22]. L'heure de fin n'est pas connue avec précision, la seule indication horaire « de fin », est donnée par Avelino de Almedia, disant qu'il est « presque 15 h quand le ciel est libre de tous nuages et que le soleil poursuit sa course normalement »[G 37],[4], soit plus d'une heure après le début du phénomène. À noter que deux témoins rapportent que la durée totale du phénomène n'a pas excédé quelques secondes ou au mieux une ou deux minutes mais que « le phénomène était tellement saisissant, qu'il était impossible d'avoir conscience de la durée du temps »[G 38]. Remarque : l'usage de l'heure solaire et légale a entraîné des erreurs d'interprétation chez certains analystes pouvant déclarer une durée de plusieurs heures[G 39],[N 41].
- l'état du ciel : le soleil sort « brutalement » des nuages et se rend visible. Certains déclarent que le ciel devient rapidement et totalement libre de tous nuages[N 42],[G 40], d'autres indiquent que le ciel conserve quelques nuages diffus (« diaphanes » diront les témoins, c'est-à-dire légers, délicats)[G 22],[G 41], nuages identifiés comme étant des cirrus par des personnes étant plus instruites en météorologie comme le Dr Garrett[N 10], qui indique que le ciel est couvert de cirrus légers avec des échancrures de bleu çà et là, mais le soleil se montre plusieurs fois dans les parties de ciel limpide : « les nuages qui, légers, couraient d'est en ouest[N 43], ne masquaient pas la lumière de l'astre (qui ne blessait pas la vue), de sorte qu'on éprouvait l'impression facilement explicable et compréhensible qu'ils passent derrière le soleil et non devant »[22],[F 6].
- le soleil est vu comme un disque au bord net et à l'arête vive, lumineuse et brillante, mais n'imposant nulle fatigue aux yeux. Certains témoins le comparent à un « disque d'argent mat », mais le Dr Garrett[N 10] estime qu'il s'agit « d'une couleur plus claire, active et riche, avec des chatoiements exactement comme l'orient d'une perle ». Il ne ressemble pas à la lune que l'on peut voir par nuit claire et limpide, il n'est pas « sphérique » mais apparaît comme un disque plat et poli. Ses bords, taillés par des arêtes « vives et flamboyantes », donnent à plusieurs témoins l'impression que « l'astre est entouré d'une étincelante couronne ». Le soleil ne ressemble pas non plus à ce que l'on peut voir lorsqu'il est vu à travers le brouillard. Le Dr Garrett précise bien que l'atmosphère est limpide, libre de toute vapeur d'eau, le soleil n'est « ni obscurci, ni diffus, ni voilé »[22],[F 6]. De nombreux témoins rapportent leur étonnement de pouvoir fixer le soleil de longues minutes sans douleur ni dommage aux yeux[N 36],[22],[G 42],[G 43],[F 6]. Certains témoins rapportent que certains nuages se déplaçant dans le ciel « semblent passer à l'arrière du soleil » (car le nuage ne perturbe pas l'image visible du soleil)[G 44],[F 6].
- les témoins rapportent que néanmoins, par deux fois, sur de brefs épisodes, ils ont dû détourner les yeux, le soleil « dardant violemment ses rayons »[22],[F 6]. Ces deux épisodes découpent la phase « d'observation du soleil » en trois épisodes, relativement identiques au niveau des observations[G 43].

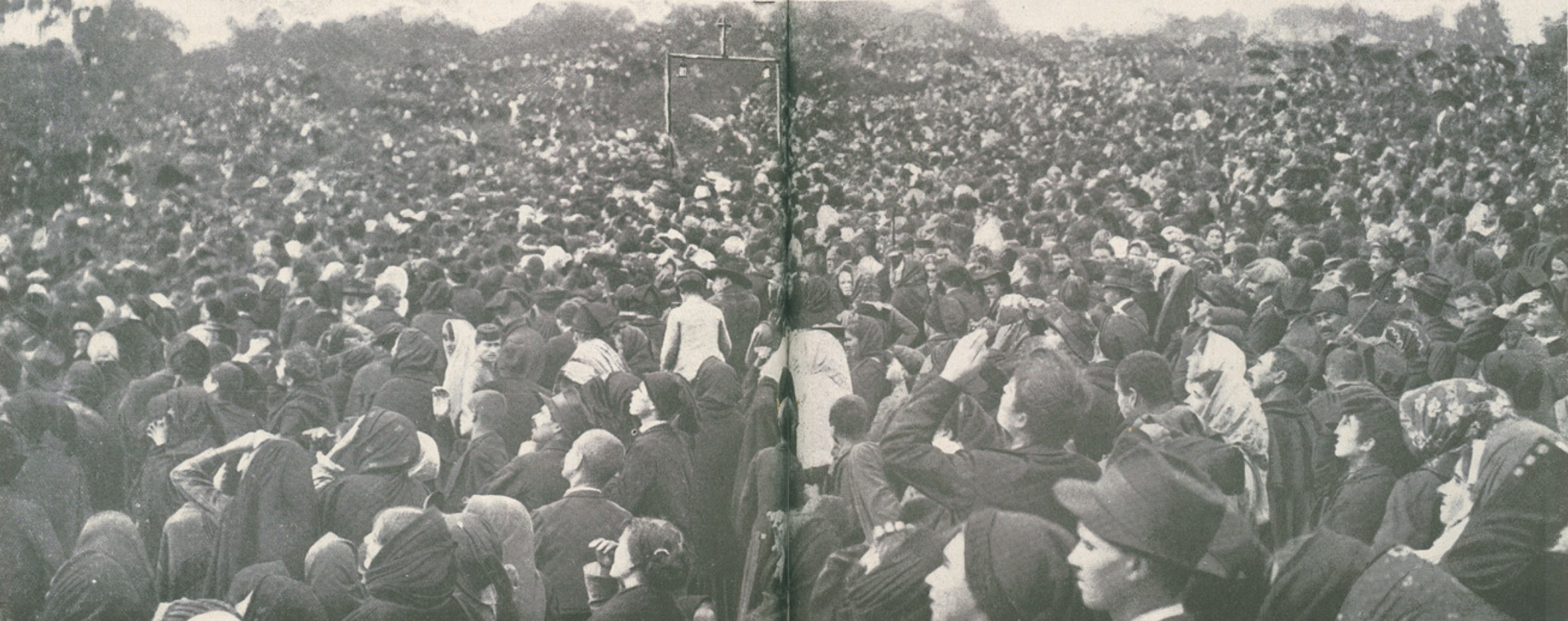
La foule, compacte rassemblée près du lieu des apparitions (matérialisé par une petite arche de bois).

- durant cette phase d'observation (paisible), les nuages dans le ciel et le paysage autour des foules prennent des couleurs rose, violacée, bleue, orangée, ou jaune[N 44],[G 43],[G 45]. Toute la nature (arbres, prairie, rochers, végétation) et les participants se colorent de teintes variées, « de toutes les couleurs de l'arc-en-ciel » diront certains[G 40],[F 4]. D'autres évoqueront la lumière du soleil traversant les vitraux colorés d'une cathédrale et colorant le paysage[G 41]. Un témoin qui a refusé obstinément de regarder le soleil a constaté la même coloration de la végétation et de la foule.
- lors d'une phase de « baisse de luminosité du soleil »[G 46], certains témoins ont rapporté avoir vu la lune, voire des étoiles dans le ciel (en plus du soleil)[G 47].
- quelques témoins ont également rapporté avoir observé, à certains moments, des points blancs dans le ciel, semblables ou assimilés à des flocons de neige. Ce type d'observation reste rare dans les témoignages recensés[G 48]. Un nombre important de témoins ont rapporté avoir vu « un nuage de vapeur d'eau », « un petit nuage blanc » se positionner au-dessus du « lieu d'apparition marial »[G 49],[N 45],[F 6]. Un témoin, situé à distance, et disposant de jumelles, a fait cette même observation[N 46].
- après ce temps d'observation « paisible », une nouvelle phase brève se produit : le « disque nacré » se met à tournoyer sur lui-même avec une vitesse impétueuse[N 47], certains participants le décrivant comme « une roue de feu d'artifice »[G 40],[F 4], d'autres comme des « mouvements actionnés par l’électricité »[G 31], puis conservant son mouvement de rotation, il semble se détacher du ciel et s'avancer vers la terre en menaçant de s'y écraser[N 48]. Le disque prend une couleur « rouge sang » et la foule pousse des cris de peur, certains tombent à genoux pensant que la fin du monde arrive. Cette phase dure quelques secondes, temps de grande angoisse pour les participants[22],[F 2]. Cette phase qui impressionne et marque les foules[N 49], seuls de rares témoins ont décrit les éléments « objectifs » qui les ont amenés à penser que le « soleil se détachait du ciel et fonçait sur la terre » (augmentation du diamètre visible[G 44], augmentation de la chaleur[G 41],[G 46], chute verticale du soleil vers l'horizon[G 38]). Les autres n'ont rien précisé dans leurs déposition et leurs récits[G 50]. Puis le « soleil » reprend sa place normale dans le ciel, et il est impossible de le regarder à nouveau directement (sans douleur)[G 37].

Les témoins ont également déclaré que leurs vêtements précédemment mouillés sont devenus « soudainement et complètement secs, de même que le sol, préalablement détrempé par la pluie, n'était plus qu'humide et boueux, et bien moins qu'auparavant » (les flaques d'eau ont même été asséchées),,.
À noter, qu'à l'occasion de ce phénomène céleste, certains témoins (peu nombreux au regard des présents), ont indiqué avoir également vu la Vierge Marie, seule ou avec l'Enfant Jésus,, voire saint Joseph.
Le phénomène solaire a également été observé par des témoins à plusieurs dizaines de kilomètres à la ronde,. Pourtant l'observatoire astronomique (situé dans la capitale) n'a rien relevé de particulier à ce moment-là,,,.
Témoignages contradictoires
L'écrivain António Sérgio (en) était présent à l’événement solaire le 13 octobre, l’homme nie catégoriquement avoir vu la danse solaire. Il accuse une météo particulière, « En regardant le soleil, quand il a éclaté des nuages, il vérifia qu'il y avait encore, le brumisant, des flocons légers, qui, touchés par la brise, s'étaient enchevêtrés, provoquant des mouvements giratoires qui n'avaient rien de merveilleux ». Mais la « foule dévote, inspirée par le cri de Lucia, était tombée à genoux ».
Domingos Pinto Coelho un avocat et chrétien traditionaliste était présent lors de l’apparition du 13 octobre. Dans son article pour le journal A Ordem de 1917, il conclut que les sensations visuelles inhabituelles étaient uniquement dues à des circonstances naturelles. Il nie catégoriquement le phénomène extraordinaire. Pinto Coelho considère qu'on ne doit jamais présumer un miracle quand une explication naturelle est possible. Il ne nie pas pour autant avoir été impressionné par le phénomène qu'il décrit ainsi : « Le soleil, tantôt entouré de flammes rouges, tantôt auréolé de jaune ou de mauve, paraissait animé d'un mouvement de rotation très rapide, semblant parfois se détacher du ciel et s'approcher de la terre, en dégageant une forte chaleur ». Il est difficile de comprendre la confusion que Pinto Coelho établit entre le phénomène du 13 octobre et les altérations de la lumière du soleil qu'il dit avoir vues à Lisbonne quelques jours plus tard. Mais dans tous les cas, la valeur historique des articles du journal catholique A Ordem est, pour Costa Brochado, presque nulle.
Une témoin de l'événement, Isabel Brandao de Melo, déclare n’avoir rien vu. Dans une lettre adressé au prêtre Gelase, elle affirme : « je pense ne pas avoir été digne de notre seigneur de voir ces phénomènes ».

#### Dispersion de la foule
Après l'événement, la foule se disperse et rentre chez elle, par la piste jusqu'aux villages proches, puis par la route. La majorité des personnes rentrent à pied, mais le nombre de véhicules est important. Ce qui surprend plusieurs témoins c'est « qu'il n'y a aucun accident », malgré les centaines de véhicules de tous types, les milliers de piétons, et l'absence totale de forces de police pour régler la circulation. En une heure, pratiquement tout le monde a quitté les lieux. Un témoin situé dans un village à 3 km de distance indique « qu'il ne reste presque que quelques piétons sur la route » deux heures après la fin du phénomène.

### Les répétitions du phénomène
Si le phénomène de la danse du soleil n'a jamais été décrit avant cette date, à compter de ce jour, de multiples observations vont être rapportées. Le professeur Garett déclare même que « depuis que le miracle du soleil a été vu, tout le monde pense avoir vu quelque chose de similaire chaque jour ». La répétition de ce phénomène l'interrogeait sur une cause possiblement physique (météorologique) du phénomène observé. De même, Coelho cherchait à « vérifier » par de multiples observations, le caractère possiblement « naturel » (météorologique, lié à la végétation ou à la géologie), d'un tel phénomène.
Le premier récit d'une seconde observation est donné par l'article de Coelho qui indique avoir observé une répétition « d'un phénomène semblable » le lendemain du 13 octobre, sur le même lieu,. Mgr Domingos Frutuoso, évêque de Portalegre, indique avoir vu une récurrence du miracle du soleil (de moindre intensité) dans le ciel de la ville de Leiria une semaine plus tard (en compagnie de quelques témoins),. Jacinto de Almeida Lopes, présent le 13 octobre à Fatima, a déclaré avoir revu le même phénomène le 2 février 1918, toujours à Fatima (à l'occasion d'une célébration religieuse), à 15 h,. De nombreuses personnes, ainsi que le prêtre, célébrant une messe en plein air à Fatima le 13 octobre 1921 ont rapporté avoir vu « un phénomène identique à celui du 13 octobre » mais « plus court et de plus faible intensité ». Le 13 août 1924, un témoin rapporte avoir vu, durant une demi-heure, un phénomène semblable près de Cortes. Le 11 octobre 1954 ce sont une douzaine de pèlerins, près de Salamanque qui déclarent avoir vu durant 1/4 d'heure une « danse du soleil ».
Par la suite, sur de multiples lieux « déclarés comme lieux d'apparition mariale », des témoins plus ou moins nombreux (de quelques personnes à un millier d'individus), ont déclaré avoir vu une « danse du soleil », plus ou moins proche du phénomène (et de son amplitude) observé à Fatima. Philippe Boutry et Joachim Bouflet écrivent que, dans certains cas, « la danse ou rotation du soleil, pourtant avancée comme référence à Fatima, n'a qu'une fonction très secondaire et sert de support sensible au plagiat ». Nous pouvons citer comme lieux de répétitions (déclarées) du phénomène, et associées à une « apparition de la Vierge » :
- Ghiaie di Bonate (près de Bergame, Italie) : en 1944, « prodige solaire spectaculaire »[B 6] ;
- Gimigliano (Italie) : en 1948, « prodige solaire » observé par des milliers de pèlerins[B 7] ;
- Acquaviva Platani (Italie) : en 1950, phénomène du « miracle du soleil », annoncé à l'avance et observé par plusieurs personnes[B 8] ;
- Žichovice (République tchèque): le 8 décembre 1949 et le 2 février 1950, miracle du soleil en présence de milliers de spectateurs[B 9] ;
- Balestrino (Italie) : en 1953, plusieurs personnes déclarent avoir vu le soleil tourner sur lui-même[B 10] ;
- San Damiano (Italie) : en 1964, plusieurs personnes déclarent avoir vu un « miracle du soleil »[B 11] (apparitions condamnées par l’Église)[B 12].

Le pape Pie XII a affirmé avoir observé une reproduction de ce phénomène le 30 octobre 1950, à Rome, puis à nouveau le lendemain,,. Le phénomène céleste que Pie XII décrit est semblable par certains points, mais diffère par d'autres. Le pape écrit « le soleil, qui était encore assez haut, se montrait comme un globe opaque jaune pâle, entièrement entouré d'un halo lumineux qui, toutefois, n'empêchait en aucune manière de fixer attentivement le soleil, sans en ressentir la moindre gêne. Une nuée très légère flottait en avant. Le globe opaque se mouvait vers l'extérieur, tournant lentement sur lui-même, et se déplaçant de gauche à droite et vice-versa. ».
Joe Nickell écrit que « des miracles du soleil ont été signalés dans d'autres sites — à Lubbock (Texas) en 1989, Mother Cabrini Shrine près de Denver (Colorado) en 1992, Conyers (Géorgie) au début des années 1990 », d'autres sources indiquent également Kibeho (Rwanda) en 2003, ou Benin City (Nigeria) en 2017,,.

## Conséquences publiques et politiques

### Réactions dans la presse

#### Les articles d'Avelino de Almeida

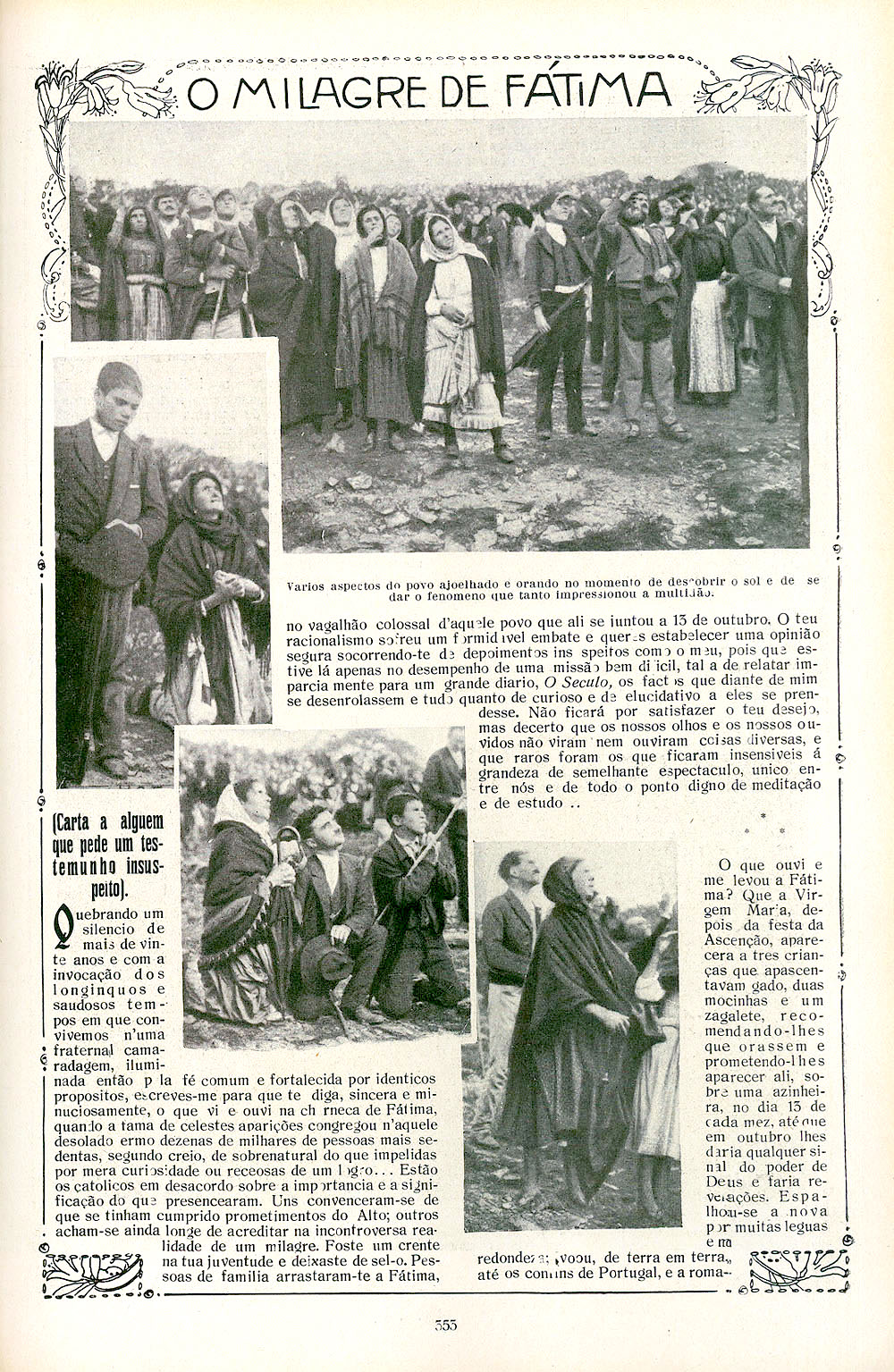
Page 353 de l'édition du 29 octobre 1917 du Ilustração Portugueza, montrant la foule regardant le miracle du soleil durant l'apparition à Fátima du 13 octobre. Article publié par Avelino d’Almeida.

Avelino de Almeida, est venu sur place, avec un photographe professionnel (Judah Ruah) pour rapporter les faits, certain qu'il ne se passerait rien,. Impressionné par ce qu'il voit, il rédige un article qu'il fait publier le lundi matin dans son journal, en première page, article intitulé « Des choses étonnantes », et en sous-titre « Comment le soleil a dansé au milieu du jour à Fatima »,. Dans son article, il interroge les « sceptiques » et leur demande de considérer uniquement « les faits ». Stanley Jaki écrit que cet article, factuel, « fait preuve d'une objectivité rarement vue dans le journalisme ».
Cet article, publié en première page du journal, fait l'effet d'une véritable « bombe » dans le pays, d'autant que son journal est connu pour être proche des mouvements de la libre-pensée et de l'athéisme. Le journaliste y annonce, en même temps, les apparitions de la Vierge à Fátima, le déroulement d'un « grand miracle » vu par des dizaines de milliers de témoins, et la fin de la guerre avec le retour des soldats à la maison,,. Stanley Jaki écrit que son article et les suivants ont été très honnêtes. Le journaliste fait le compte rendu : « On voit l'immense multitude se tourner vers le soleil, qui apparaît au zénith, dégagé de nuages. Il ressemble à une plaque d'argent mat, et il est possible de le fixer sans le moindre effort. Il ne brûle pas les yeux. Il n'aveugle pas. On dirait qu'il se produit une éclipse. Mais voici que s'élève une clameur immense, et ceux qui sont plus près de la foule l'entendent crier : “Miracle ! Miracle !… Merveille ! Merveille !” »,. Il ajoute dans son article : « la grande majorité avoue avoir vu le soleil danser, certains affirment même avoir vu le visage de la Vierge Marie, et qu'il jurent avoir vu le soleil tourner et s'effondrer sur la Terre pour la brûler ».
Le 29 octobre 1917 Avelino de Almeida fait publier dans le journal national Ilustração Portugueza un long article de 4 pages (353-356) sur le miracle du soleil survenu le 13 octobre, accompagné de 10 photos prise par Judah Ruah, son photographe venu sur place. Ces photos montrent la foule compacte observant le soleil et tombant à genoux, étant témoin d'un « colossal miracle »,. Dans cet article, Almeida décrit peu le phénomène observé (qu'il a déjà largement décrit dans l'article précédent), mais interpelle l’Église catholique, la communauté scientifique et les libres-penseurs pour étudier le phénomène céleste observé par les foules, et critiquant l'attitude de certains journalistes qui préfèrent polémiquer sur les articles des autres, plutôt que de s'intéresser aux faits bruts,.

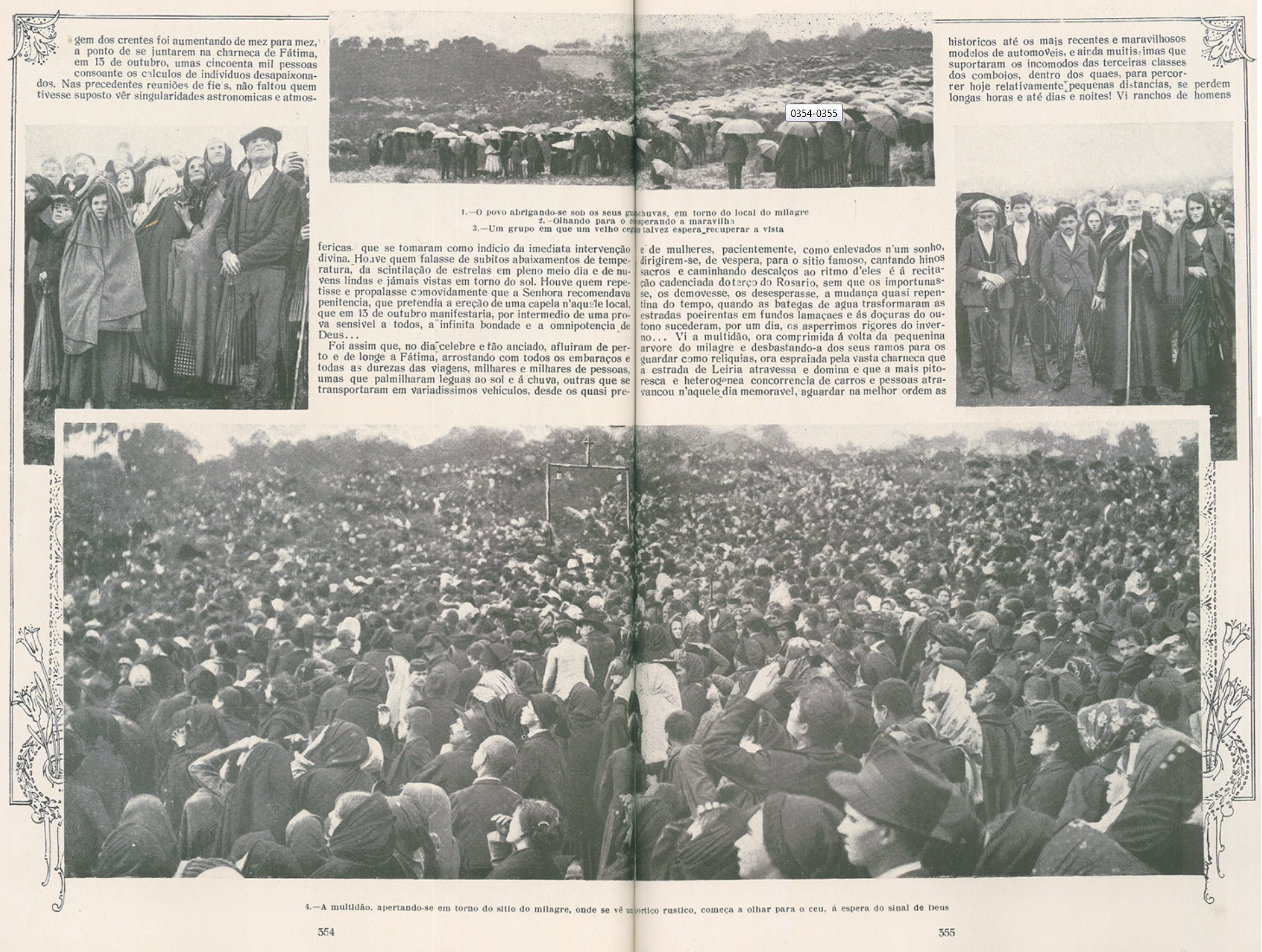
Pages 354-355 de l'édition du 29 octobre 1917 du Ilustração Portugueza, montrant la foule regardant le « miracle du soleil ».
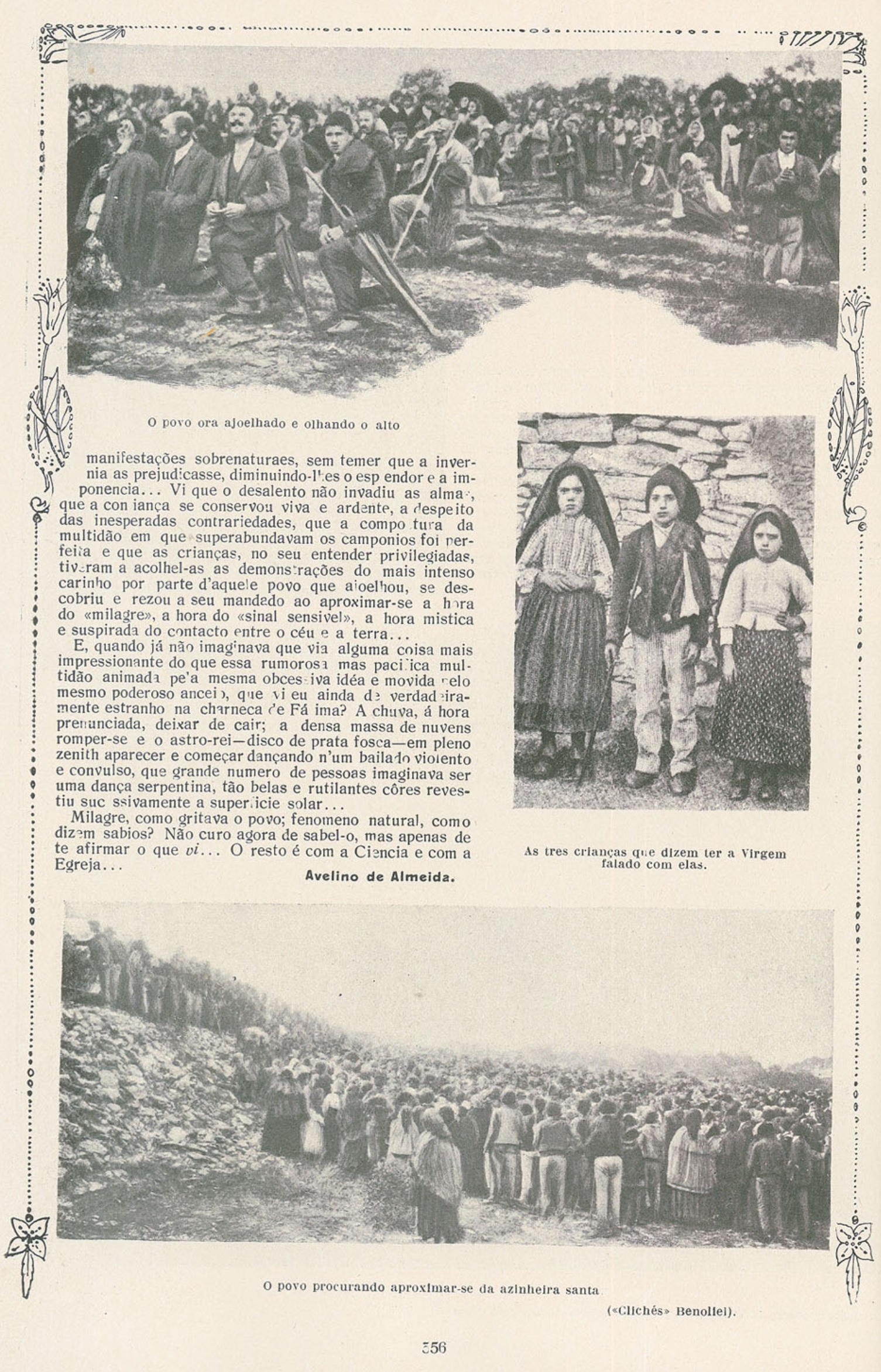
Page 356 de l'édition du 29 octobre 1917 du Ilustração Portugueza. Photo de la foule rassemblée à Fatima et des trois enfants ayant prédit le miracle.

S. Jaki, après avoir examiné les tirages photo de grande taille disponibles dans le sanctuaire de Fatima, estime que « ces impressions démontrent la compétence du photographe, ainsi que la qualité de son appareil photo et de la pellicule qu'il a utilisée ». Il ajoute que si le photographe n'a pas « photographié le phénomène céleste » c'est que le matériel nécessaire pour ce type de photographie (photo du soleil de face) n'était pas disponible pour un photographe de terrain à l'époque,.
Une polémique est survenue, des dizaines d'années après la mort du journaliste Almeida, lorsqu'une personne ayant travaillé au journal O seculo, Martins de Carvalho, a déclaré que, lors d'une discussion privée avec le journaliste, celui-ci lui aurait déclaré qu'il n'avait pas « personnellement vu le miracle », mais qu'il s'était contenté d'en rapporter (dans ses articles) les déclarations des autres témoins. En 2017, l’historien Rui Ramos abonde dans ce sens, il déclare que « Avelino de Almeida ne s'était pas converti. Il n'avait été impressionné que par deux choses à propos de Fatima. D'une part, une démonstration de la « psychologie des foules », popularisée par l'écrivain français Gustave Le Bon. Mais surtout, la communion à une croyance collective ». Cependant, Stanley Jaki, après avoir étudié les articles du journaliste Avelino de Almeida, ainsi que sa correspondance privée, écrit pour sa part qu'Almeida, dans ses écrits, « insiste sur les faits qu'il a observés », et que « c'était [pour Almeida] un acte de courage de sa part », d'écrire dans un journal (et encore plus dans son journal clairement anti-catholique), de tels articles. Almeida avait revendiqué avoir lui-même vu le phénomène dans son article paru le 29 octobre 1917, en laissant toutefois la question de son caractère surnaturel ouverte.

#### Autres réactions dans la presse la1resemaine
S. Jaki écrit que, malheureusement, beaucoup de journaux qui vont publier des articles parlant de Fatima, seront « moins intéressés par les faits observés que par leur respect d'une foi propre à leur politique éditoriale ». Ainsi les journaux « républicains » expliqueront « qu'un miracle ne peut pas se produire », et les journaux catholiques cherchant quant à eux à défendre « la foi catholique », S. Jaki déplore que « les faits bruts » n'ont pas attiré l'attention des catholiques eux-mêmes. Le débat s'est alors très vite tourné sur la question « est-ce un miracle ou non ? » négligeant de décrire avec précision et rigueur les « faits observés ». Après une « guerre éditoriale » entre différents quotidiens et hebdomadaires, différents journaux vont publier durant plusieurs semaines des « courriers de lecteurs » qui racontent ce qu'ils ont vu, ce jour mémorable, à Fatima. Malgré ces nombreux articles, la masse des témoignages collectés dans la presse (et leur précision) reste faible au regard du nombre de témoins sur place et des besoins d'une étude scientifique précise.
Le quotidien Diario de Noticias, publie le lundi 15 octobre au matin un article de son correspondant qui s'était rendu sur place. Dans cet article, celui-ci raconte la présence des milliers de personnes présentes à Fatima, sous la pluie, de toutes les classes sociales, des apparitions de la Vierge et le « miracle » survenu dans le ciel qu'il décrit sobrement, ainsi que la prophétie sur la fin de la guerre prochaine et le retour des soldats le journaliste évoque très vite, dans son article, l'hypothèse d'une hallucination collective, et utilise quelques expression littéraires « prudentes ». S. Jaki estime « que le journaliste ne voulait peut-être pas perdre son travail » en publiant un article « trop enthousiaste », préférant faire référence à des « personnes distinguées » présentes, et s'abstenant d'affirmer qu'il s'agissait d'un « miracle ».
En réaction aux premiers articles parus le matin, le soir même du 15 octobre 1917, le journal O Portugal, qui n'a pas envoyé de correspondant sur place, réagit dans un article « le soleil devient fou ». Reprenant les informations publiées le matin, il ironise sur les « rendez-vous » donnés par la Vierge aux trois enfants, et sur « le soleil qui danse comme un danseur fou ». Pour S. Jaky, cet article a « clairement pour but de discréditer les deux articles du matin »,.
Le lendemain, le grand quotidien O Dia republie une partie de l'article du journal O Século de la veille racontant les événements du 13, entraînant la réaction du journal O Portugal qui titre un article « Prudente Réserve », appelant « à se montrer prudent sur les faits rapportés qui se seraient déroulés à Fatima, même si ces faits sont des témoignages unanimes d'un grand nombre de personnes de toutes catégories sociales ». Pour S. Jaki, ce nouvel article, qui se veut sage et prudent sur la forme, vise à discréditer les deux journaux ayant rapporté des témoignages du « miracle de Fatima ». Le journal A Capital réagit lui aussi en ironisant sur les « visions » de milliers de personnes, et sur « l'invention d'un tel canular ». Dans sa courte brève, le journaliste ne cite pas le lieu de ce phénomène (ni Fatima ni la Cova da Iria ne sont cités dans son article).
Le mardi 16 octobre, le quotidien A Ordem, présente un article sur deux colonnes, intitulé « Le cas de Fatima », où Domingo Pintos Coelho présente les faits survenus à Fatima plus sous la forme d'un « traité de théologie » que d'un rapport journalistique. Le soir même, le quotidien du soir O Portugal, dans un article intitulé Prudence, contre-attaque, en accusant la « presse catholique » étrangement silencieuse, quand elle n'utilise pas « la langue de bois » comme dans l'article de Coelho qu'il cite abondamment. Peut-être interpellé par des catholiques présents à Fatima et qui n'ont pas apprécié son article « trop mesuré et prudent », Coelho rédige un nouvel article le lendemain, publié en première page du journal A Ordem, où il explique la doctrine de l’Église sur la définition d'un miracle et rappelle sa « surprise » d'observer à nouveau le « même phénomène » céleste le lendemain sur le même lieu. Il insiste sur le besoin de « la plus grande prudence à tenir » (sur l'annonce prématurée d'un miracle) car en cas d'explication scientifique postérieure, « un fiasco à la suite d'une exaltation précipitée ne manquerait pas d'être exploité par les ennemis de l'Église ». Dans le même temps, le grand journal de la ville de Porto, O Primeiro de Janeiro, rappelle sobrement les faits survenus le samedi à Fatima, en utilisant le terme de « signe miraculeux dans le ciel » tout en insistant sur la situation « tendue » entre les milieux catholiques et le pouvoir politique qui a annoncé la « fin de la religion dans deux générations ».
Le jeudi 18 octobre, un journaliste (qui n'est pas Almeida) du journal O Século publie en page 2 un article où il interroge le responsable de l'observatoire d'astronomie de Lisbonne, Frederico Oom qui déclare que « s'il y avait eu un phénomène cosmique à cette date, [...] il n'aurait pas manqué de l'enregistrer ». L'astronome proposant plutôt l'hypothèse d'une « hallucination collective ». Le même jour, le journal A Lucta de Lisbonne, publie un long article sur deux colonnes sur l'apparition et la danse du soleil, insistant sur l'impact sur « la foi » qu'entraîne cet événement. À Leiria, le journal O Mensagerio, publie une lettre d'un lecteur présent à Fatima le 13, et racontant longuement les événements de la journée, et « le miracle ».
Le vendredi 19, le journal O Dia publie la lettre de Maria Magdalena de Martel Patrico qui rapporte dans un long courrier qu'elle « était présente à Fatima, et qu'elle a vu le miracle du soleil ». Son article décrit longuement le phénomène observé (ainsi que les villages traversés pour se rendre sur place, et pratiquement vidés de leurs habitants, eux aussi partis pour Fatima). Son article est largement repris, le lendemain, dans le journal O Liberal.
Le samedi 20 voit un grand nombre de publications reprenant et évoquant les événements de Fatima. Le journal O Mundo publie un article sarcastique reprenant ses accusations contre les trois voyants publiées deux mois plus tôt. Le journal Republica tente de discréditer les apparitions et les témoins du phénomène céleste en les associant à un « pseudo voyant » (et escroc célèbre) de Lisbonne. Le dimanche ne met pas fin à la guerre éditoriale, O Defensor et Democracia do Sul (journaux liés au parti au pouvoir) publiant d'autres piques contre Fatima.

#### Réactions dans la presse à partir de la2esemaine
La semaine suivante est plus calme, elle voit la publication de plusieurs témoignages de citoyens présents le 13 octobre (A Liberdade le 23 octobre, le courrier du Dr Garrett dans le journal Ordem, la lettre de P. da Cruz Curado dans le journal A Liberdade de Porto). Le 24 octobre, le journal O Mundo ironise sur la division entre les catholiques « partisans de déclarer le miracle » et ceux « de traiter le sujet avec le plus grand sérieux », et s'amuse de cette dispute fratricide. Le journal A Ordem publie deux lettres de prêtres « très critiques sur Fatima » dont l'un « loue la grande prudence de Coelho dans ses articles », et l'autre n'hésite pas à déclarer que « c'est une grande imprudence qu'ont commise certains prêtres en se rendant sur place ». Le soir même, le journal O Portugal rebondit sur l'article de ce dernier (prêtre) en « déformant » une de ces citations (un peu ambiguë) en déclarant qu'à Fatima il y avait « 50 000 imposteurs ». À noter l'article du Journal Republica du week-end, publié comme un « courrier de lecteur », qui ridiculise les apparitions de Fatima (le miracle du soleil), en les associant au « pseudo-voyant de Lisbonne » dans un style pseudo-mystique.
Le 27, plusieurs hebdomadaires régionaux republient tout ou partie de témoignages déjà publiés dans la presse,. Les journaux O Mundo et Correiro de Beira (hostiles à Fatima), produisent un nouvel article affirmant que quelques « dizaines de coquins et d'ignorants parmi eux, se vantent bêtement du miracle de Fatima ». À cette date, ces journaux n'ont toujours pas donné de description factuelle du phénomène observé. Le lundi 29 octobre paraît un article qui fait date : le troisième article d'Avelino de Almeida (le second décrivant le phénomène). Illustré de dix photographies et publié dans le journal Ilustração Portuguesa, il donne une portée nouvelle à la diffusion de l'information de l'événement,. Mais dans ce même journal, et dans ce même numéro 610 de l'Ilustração Portugesa, en fin de journal, un article « satirique » sur le « fameux miracle » est publié dans les pages intitulées « O Século Comico »,. Le même jour, O Portugal « versait son mépris » sur les « 50 000 niais » qui n'avaient pas réussi à transformer leur crédulité en vote (en allusion aux élections ayant eu lieu le lendemain du « miracle »),.
Le 30 octobre, le Jornal da Beira publie une longue lettre de Dona Maria José Lemos Queiros qui décrit le phénomène observé de façon assez factuelle. Sa lettre sera republiée le 10 novembre dans le même journal, puis le 13 novembre dans la Revista Catholica,. Le 30, le journal des Açores A Verdade publie en première page un résumé des événements complété de différents articles et témoignages publiés dans d'autres journaux (article des journaux O Ordem et O Dia et l'article d'Almeida). Le dimanche 4 novembre sont publiés un article dans O Regional qui reprend l'article du 15 octobre d'Avelino de Almeida (en omettant celui du 29 octobre), mais surtout un article dans le journal de la capitale Trafaria qui compare les phénomènes de Fatima avec la mythologie (le dieu Apollon), et un article du Mundo qui « présente les efforts des libres-penseurs pour s'opposer aux informations de Fatima, plutôt que de présenter des témoignages oculaires à ce sujet ». S. Jaki écrit : « clairement certains libres-penseurs ne se sentaient pas libres de confronter les faits dont ils étaient témoins ».
Le 11 novembre, le quotidien de Porto A Aurora publie un long article sur deux colonnes sur les « apparitions de Fatima » faisant référence à des météorologues et des psychologues pour examiner les éléments rapportés par les témoins. Dans son analyse, le journaliste écrit que « la foule était prédisposée à la contagion de chocs électriques et de suggestion de masse ». Il conclut que la vision de la « danse du soleil » est la conséquence de superstition, de l'ignorance, de la misère matérielle et morale des foules. Le 15 novembre O Ordem, publie trois lettres de catholiques donnant leur avis sur les apparitions, dont celle d'un prêtre critiquant les journalistes (Coelho en tête) ayant publié des articles dans les journaux catholiques, car selon lui, sur ce sujet, il « est sage de garder le silence et la patience ». Dans les mois de novembre et décembre, les articles se font plus rares (mais toujours présents) dans les journaux, avec généralement des reprises de témoignages déjà édités dans d'autres publications,. De nombreux articles, sur la même période, relatent les réunions des libres-penseurs qui font « tout pour discréditer la réalité du miracle ».
Le 30 décembre, le Jornal de Mulher publie cinq témoignages sur le miracle du soleil. Parmi ces témoignages, celui de Gonçalo Xavier de Almeida Garrett, ancien professeur à la prestigieuse université de Coimbra, qui va donner un long récit détaillé de ses observations. Son statut de scientifique et le nom illustre de sa famille font de son témoignage un élément marquant parmi les autres récits.
À partir de 1919, les articles de presse publiés autour de Fatima s'intéressent plus aux guérisons miraculeuses déclarées à Fatima, que sur le phénomène céleste de 1917. Et concernant les événements du 13 octobre, c'est « l'apparition d'un petit nuage de vapeur d'eau » sur le lieu de l'apparition qui attire l'intérêt des scientifiques curieux, plus que le phénomène céleste. Dans les années 1920, quelques journaux hostiles à l’Église (O Mundo, O Rebate, Batalha) orientent leurs attaques contre les « guérisons miraculeuses » et le « commerce religieux » réalisés à Fatima. Le « miracle du soleil » quitte progressivement le domaine des journaux, pour rejoindre celui du livre.

### Publications de livres
Des brochures de quelques dizaines de pages, puis des livres dédiés à Fatima et à ses événements vont rapidement être imprimés et diffusés. Mais durant des années, la description ou l'étude du phénomène céleste reste anecdotique, voire ignorée ; seules les apparitions mariales et le message spirituel intéressera les auteurs.
Le premier ouvrage est une brochure de 20 pages intitulée « Le miracle de Fatima », et publiée en novembre 1917. L'auteur, anonyme, évoque de nombreuses pistes pour expliquer le phénomène, de l'autosuggestion collective à l'occultisme.
Les années 1920 ne montrent que très peu de publications évoquant le « miracle du soleil ». Le premier livre à être publié sur « l'ensemble des apparitions de Fatima » est Les épisodes merveilleux de Fatima, en 1922, qui n'accorde que quelques pages au « miracle du soleil ». L'ouvrage est traduit en français en 1931. Le 13 octobre 1922 paraît le premier numéro d'un nouveau mensuel « Voz da Fatima » (La voix de Fatima), qui ne parlera que très rarement du « miracle », publiant de temps en temps un témoignage, mais préférant se concentrer sur « le message pastoral de Fatima », ou des « guérisons miraculeuses » rapportées en ce lieu. À noter deux articles de l'historien Jean Ameal (sur les apparitions) publiées dans la revue en décembre 1925 et en janvier 1926 (et n'abordant que très peu le phénomène céleste). En 1929, le père Ludwig Fischer publie un livre en Allemagne qui connaît plusieurs rééditions, mais ne dit pas un seul mot du miracle du soleil.
Les deux décennies suivantes voient sortir plusieurs livres au Portugal, ou à l'étranger, sur l'ensemble des apparitions de Fatima, et évoquant bien sûr le fameux « miracle », mais toujours en n'y consacrant que peu de pages. Ainsi, le livre d'Antero de Figueiredo (pt), qui sera une référence et connaîtra un énorme succès, ne consacre qu'une seule ligne au « miracle du soleil ». En 1937, c'est au Brésil qu'est publié un nouvel ouvrage A Virgem de Fátima par José Marques da Cruz, membre de l'Académie des sciences brésilienne. Son ouvrage reproduit cinq témoignages sur le miracle du soleil, mais essentiellement en notes. Il faut attendre 1946, et l'ouvrage de De Marchi ((pt) Joao De Marchi, Era uma Senhora mais brillante que o sol, 1946) pour voir un chapitre entier rassembler des témoignages de personnes, dont un certain nombre collectés directement par l'auteur. Cet ouvrage connaît plusieurs rééditions et traductions. L'année suivante, c'est le dominicain Thomas Mc Glynn qui parcourt le pays et collecte des récits de témoins pour publier son ouvrage Vision of Fatima et il arrive à la conclusion qu'il « n'a [toujours] pas lu de tentative scientifique d'expliquer le miracle en termes de causes naturelles », puis son confrère Jean-Dominique Rambaud qui fait de même et publie La Dame toute belle. Les publications se multipliant, des études « historico-critiques » voient le jour. Quarante ans après les événements, le « miracle du soleil » entre dans l'imposant ouvrage Catholicisme, qui le cite et y fait référence (en publiant un témoignage) dans son article Fatima.
Après la Seconde Guerre mondiale (soit 30 ans après les faits), des universitaires se penchent sur le sujet et tentent d'étudier les témoignages et le phénomène. Le premier ouvrage est celui du jésuite Pio Scatizzi, Fatima à la lumière de la foi et de la science, en 1947, qui est le premier à analyser les témoignages et à essayer de les mettre en corrélation avec une explication scientifique. Son travail est repris dans plusieurs ouvrages ultérieurs (et traductions). Son étude élimine l'hypothèse d'une aurore boréale et privilégie l'hypothèse d'un phénomène météorologique complexe et « très rare » (mais non totalement élucidé). Cependant, d'après S. Jaki, son travail souffre « de trop d'apports théologiques »,. L'historien Costa Brochado, en 1948, dans son livre Fatima à la lumière de l'histoire, ouvre une étude historico-critique des sources et des événements de Fatima. Il consacre 1/5 de son livre (traitant des apparitions mariales à Fatima) à la journée du 13 octobre, et au miracle du soleil. Mais sur les deux longs chapitres qu'il consacre à cet événement céleste, il ne trace aucune tentative d'explication scientifique. Il y a l'ouvrage du jésuite Cyril Charlie Martindale historien et théologien, qui publie une étude en 1950, « The Meaning of Fatima » où il aborde le phénomène solaire. Après avoir consulté un astronome, il indique que « les turbulences dans différentes couches de l'atmosphère peuvent donner l'impression de rotation et colorer le soleil (de différentes couleurs) ». Constatant des « différences » dans les témoignages sur le phénomène observé, il répond en théologien que « Dieu savait ce que chaque témoin était prêt à voir ou ce qu'il ou elle était dans le besoin spirituel de voir ».
Le docteur en mathématiques Diogo Pacheco de Amorin, rédige pour le 10e Congrès marial international de 1958 à Lourdes une étude qu'il présente à cette occasion, et qui sera rééditée dans différentes publications. Se basant sur des ouvrages de météorologie faisant référence à l'époque, en déduit que le « miracle du soleil » est lié aux nuages, expliquant que les cristaux de glace dans la haute atmosphère peuvent décomposer la lumière en différentes couleurs (comme dans le cas d'un arc-en-ciel). S'appuyant sur les travaux de Donald Menzel, Amorin estime que des « lentilles d'air » (de composition ou température différentes) pourraient avoir perturbé la diffusion de la lumière et modifié la perception du diamètre apparent du soleil (quand les témoins l'ont vu grossir), ou même expliquer des changements de couleurs. Amorin reconnaît néanmoins que « nous ne pouvons pas donner une explication à un phénomène aussi complexe et mystérieux, mais juste le comparer, ou le décomposer en éléments comparables à des phénomènes connus ».
En 1977, Gérard Cordonnier rédige un article « Regard scientifique sur le miracle solaire de Fatima ». En 1999, c'est Stanley Jaki qui reprend toutes les publications passées sur le « miracle du soleil », analyse et critique les témoignages, récits et études de ces prédécesseurs pour faire une synthèse de la connaissance scientifique sur cet événement céleste.
Au-delà de ces études faites par des universitaires, le « miracle du solaire », et plus généralement le thème des apparitions de Fatima reste un sujet continuel de rééditions d'ouvrages, de traductions et de nouvelles publications.

### Réaction de l’Église
Cet événement n'a jamais été « officiellement » qualifié de « miracle » par l'Église catholique, ni scientifiquement étudié : une première enquête canonique est ouverte dans la paroisse de Fatima à la fin de l'année 1918. Elle vise à recueillir des témoignages.
Le 28 avril 1919 l'Église catholique ouvre une enquête canonique sur les apparitions de Fatima, incluant ce phénomène solaire. Mais sept ans plus tard, le rapport de la commission ne rapporte aucune discussion sur la « danse du soleil ». De même, le long rapport publié par cette même commission en 1930 ne dira pas un mot sur le phénomène céleste.
La première visite d'un évêque sur le lieu se fait le 12 septembre 1921. Il s'agit du nouvel évêque de Fatima, nommé un an plus tôt. Le 13 mars 1922, 10 000 pèlerins se rendent sur les lieux, le 13 mai, ils sont 60 000 et le 13 octobre 1926 un demi-million. En juin 1928, l'Osservatore Romano publie une chronique sur Fatima et le 1er octobre 1928, le nonce apostolique (en) fait une visite surprise en compagnie de l'évêque du lieu. Début 1929, le pape Pie XI distribue des images de Notre-Dame de Fátima aux membres du collège pontifical portugais de Rome.
Le 13 octobre 1930, l'évêque de Leiria (dont dépend Fatima), dans sa lettre pastorale « A divina Providentia » reconnaît officiellement des apparitions de Fátima et autorise le culte de Notre-Dame de Fátima. Si l'évêque ne qualifie pas le phénomène céleste de « miracle », il reconnaît simplement son existence et le qualifie de « non naturel »,. Les apparitions et le culte marial sont reconnus et promus, mais le phénomène solaire reste non étudié et non qualifié,.

## Tentatives d'explication scientifique

### Collecte des témoignages
Stanley Jaki, dans sa publication sur le miracle de Fatima (Jaki 1999), rappelle à de multiples reprises qu'il est indispensable, pour pouvoir établir une analyse et explication scientifique des faits observés ce 13 octobre à Fatima, de disposer d'un grand nombre de témoignages écrits par les témoins, dans les premiers jours suivant le phénomène afin qu'ils puissent donner tous les détails, sans subir eux-mêmes (involontairement) les influences liées à leurs discussions avec d'autres témoins, ou aux écrits parus dans la presse,. Compte tenu du nombre de témoins présents ce jour-là, il aurait été facile, pour les scientifiques, de collecter quelques milliers de témoignages de première main. S. Jaki, regrette, que les différentes communautés ou groupes qui auraient eu les moyens et l'intérêt pour faire ce travail (que ce soit l’Église catholique ou les scientifiques et universitaires portugais dont certains étaient présents, ou même uniquement des hommes de science catholique,) n'aient pas initié et mené à bien ce mouvement. Même les premiers articles parus dans la presse, et les premiers « courriers des lecteurs », parus dans les premières semaines et mois suivant l'événement n'ont pas réussi à être le déclencheur de ce vaste mouvement de collecte,. S. Jaki regrette que la tentative du Dr Garrett de « contacter des personnes instruites témoins du phénomène » n'ait pas été menée à terme et n'ait pas permis de publier un rapport qui « aurait été d'une grande aide pour évaluer le phénomène ». Pour leur part, les mouvements laïcs ou non croyants ont, écrit S. Jaki, choisi de « rejeter les faits avec mépris ».
Stanley Jaki, universitaire lui-même, rappelle que les différences entre les témoignages des uns et des autres, voire les contradictions possibles sur certains points ne sont pas une preuve « qu'il ne s'est rien passé », ou que « les témoins sont dans l'illusion », mais que lors d'un événement violent, différents témoins sont sensibles à des points différents de ce qu'ils observent, et que les tribunaux de justice savent très bien gérer et résoudre ces divergences dans les affaires criminelles. Pour lui, il en est de même dans le cas de la science, et il devrait en être de même dans le cas de ce phénomène céleste,. Il cite également l'étude des météorites qui a débuté au XVIIIe siècle par l'étude de récits de témoins (et d'échantillons), contre l'avis de la communauté scientifique de l'époque (qui n'imaginait pas qu'il soit possible que « des pierres tombent du ciel ».
Localement, certains individus, ont tenté dans leur secteur, une « collecte de témoignages », comme le prêtre de la paroisse de Porto de Moz, qui le 25 octobre, interroge 16 personnes de différents villages et enregistre leurs dépositions devant notaire,. À partir des années 1940, différents auteurs d'ouvrage sur Fatima sont revenus interroger des témoins pour collecter leur récits et les publier dans leurs ouvrages.
L'auteur Kevin McClure a essayé de compiler des témoignages pour son ouvrage « The evidence for visions of the virgin mary », il affirme qu’il n’avait jamais vu une collection aussi contradictoire de témoignages parmi toutes les recherches qu’il a effectuées durant les dix années précédentes. Il affirme également qu'une grande partie des témoins n'ont rien vu d'inhabituel ce jour là.

### Une situation biaisée
Compte tenu de la grande tension politico-religieuse dans le pays, la reconnaissance et l'étude même du phénomène céleste se retrouvent soumises à une pression car :
- la reconnaissance d'un « phénomène extraordinaire » impliquerait la « reconnaissance de facto de la dernière apparition, et par extension, des précédentes apparitions mariales »[C 16] ;
- le refus du caractère « surnaturel » de l'événement, voire le refus de son existence physique, entraînerait (automatiquement) le discrédit sur les affirmations des enfants et donc sur la véracité des apparitions, et par ricochet, entraînerait une accusation de « tentative de manipulation de l’Église pour duper les foules »[G 62].

Cette situation complexe et intriquée explique probablement les réactions mesurées et prudentes, (voire proche du déni) de certains catholiques,. Quant aux athées et libres-penseurs, qui auraient dû être les premiers à défendre la thèse d'un phénomène « purement naturel », ils se sont contentés de garder le silence ou de nier les témoignages relayés par la presse.
De plus, les opinions religieuses des analystes et commentateurs du phénomène les amènent, parfois, à orienter leurs études et résultats : les libres penseurs et les athées pourraient alors « être tentés de démontrer » que le phénomène solaire et les apparitions sont des « impostures », et à l'inverse, les « fatimistes » pourraient être « tentés de démontrer » que le phénomène solaire est « un miracle ». La « manipulation » des citations des témoins, que ce soit en « ne sélectionnant que les déclarations favorables » (à la thèse de l'auteur), ou en donnant trop peu de précision sur l'auteur du témoignage (rendant tout contrôle postérieur impossible) sont les outils généralement mis en œuvre dans ces « enquêtes biaisées ». Sur ce sujet, Stanley Jaki épingle Gérard de Sède dans son enquête sur Fatima, lui reprochant « ses manipulations des déclarations des témoins » mais aussi de donner une citation inédite d'un homme, déjà décédé au moment où lui-même a fait son enquête sur les apparitions de Fatima, et dont le journaliste ne donne aucune information sur la façon où lui-même a pu obtenir ce « scoop ». S. Jaki épingle également le Frère Michel de la Sainte Trinité et son ouvrage Toute la vérité sur Fatima qui, contrairement au titre, rejette une série de témoignages, les estimant « non fiables », car « ils contredisent sa thèse que le "miracle du soleil" ne peut pas avoir de causes naturelles » (et donc qu'il s'agit d'un « grand miracle »). D'après S. Jaki, ce problème de « manque de rigueur scientifique sur l'analyse des sources » se retrouve dans de multiples ouvrages,.

### Phénomène astronomique
L'explication par un phénomène astronomique tel qu'une éclipse de soleil semble exclue car celle-ci aurait été observée par l'observatoire solaire situé dans la capitale et elle aurait été prévue par les astronomes qui maîtrisent bien ce phénomène,. De nombreux témoins avaient déjà assisté à l'éclipse de 1900 et ont bien précisé que ce phénomène du 13 octobre ne lui ressemblait en rien. Autre point, lors d'une éclipse solaire, la température baisse brutalement sur la zone affectée. Or dans les témoignages rapportés, aucun témoin ne rapporte ce type d'information, c'est même le contraire, plusieurs témoins indiquent plutôt une hausse de la température durant le phénomène.
Les scientifiques universitaires qui ont étudié le phénomène (que ce soit Pio Scatizzi, C. Martindale, D. Amorin ou S. Jaki) ont rejeté toute explication astronomique au phénomène observé par la foule,. Pour résumer les objections, Stanley Jaki écrit que si le soleil avait « bougé en tous sens dans le ciel et foncé sur la Terre », « les effets gravitationnels sur tout le système solaire auraient été énormes et dévastateurs ».

### Phénomène météorologique

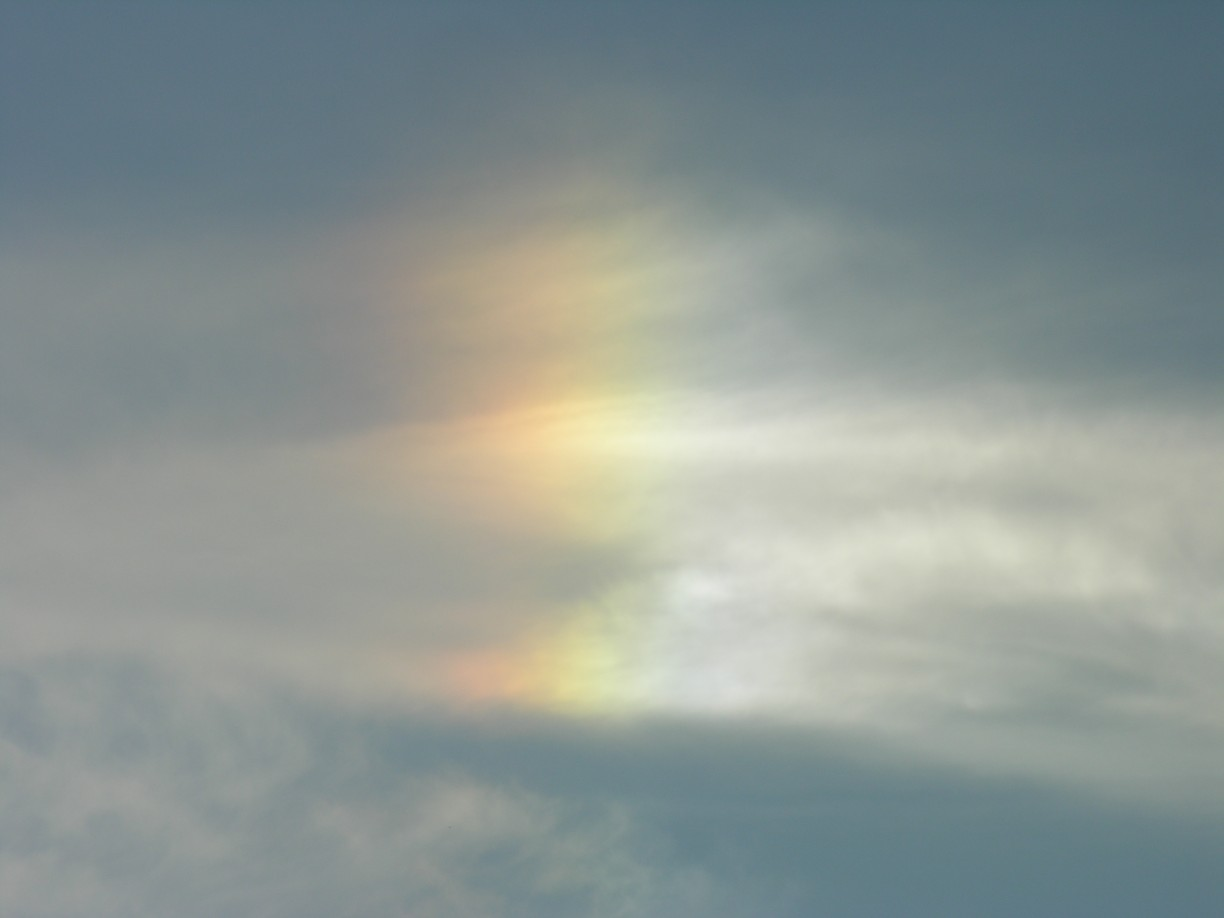
Un parhélie dans des couleurs de l'arc-en-ciel, photographié en 2005.

Plusieurs témoins, dont le professeur Garrett, se sont interrogés sur le lien de ce phénomène avec des paramètres météorologiques ou atmosphériques « qui auraient pu altérer l'image visible du soleil »,,, ou Coelho qui indique avoir revu le même phénomène « dans des circonstances [météorologiques ?] semblables ». Plusieurs scientifiques, après avoir étudié et recoupé les différents témoignages de personnes présentes, arrivent à la conclusion que ce phénomène s'expliquerait par un phénomène complexe d'origine météorologique. C. Martindale propose une hypothèse liée à « des turbulences dans différentes couches de l'atmosphère » qui auraient perturbé la perception du soleil, donné l'illusion de mouvement, et une diffraction en différentes couleurs. D. Amorin évoque la possibilité que les nuages et les « cristaux de glace dans la haute atmosphère » ont pu diffracter la lumière et entraîner les phénomènes observés. À cela se seraient ajoutés des effets liés à des lentilles d'air dans la haute atmosphère,. S. Jaki, après avoir analysé et recoupé les différents témoignages des personnes ayant observé le phénomène, (et lu les études publiées par les chercheurs avant lui) écrit que « le miracle du soleil était essentiellement un phénomène météorologique »,,.

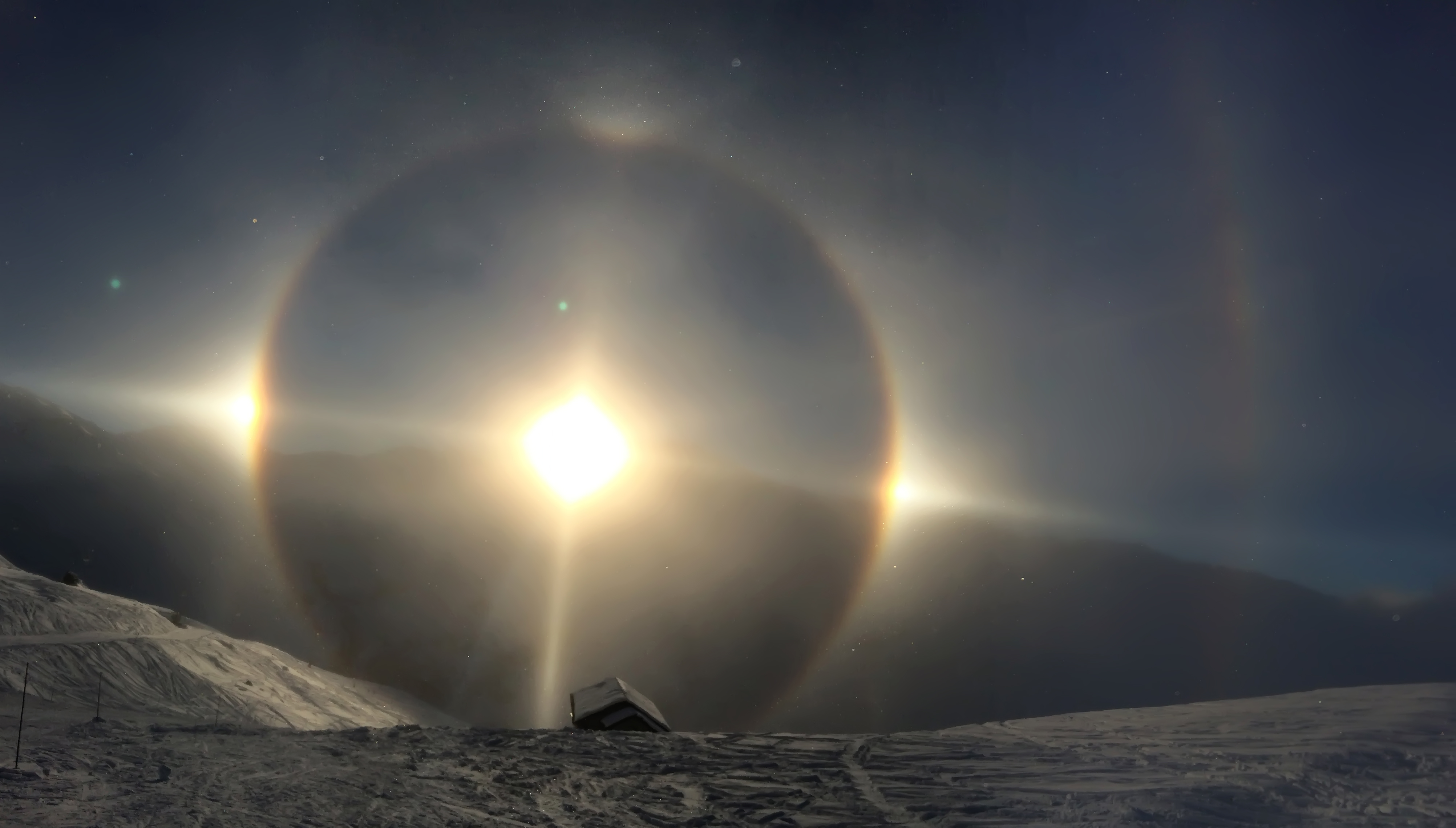
Faux soleil observé en France en 2015.

Joe Nickell a proposé la possibilité d'un parhélie : parfois appelé « faux soleil », « soleil double », « œil de bouc » ou « chien du soleil », un parhélie est un phénomène optique atmosphérique relativement commun associé à la réflexion et la réfraction de la lumière solaire par les nombreux petits cristaux de glace qui composent les cirrus ou les cirrostratus.
Steuart Campbell, dans le Journal of Meteorology en 1989, émet l'hypothèse qu'un nuage de poussière stratosphérique a changé l'apparence du soleil le 13 octobre, le rendant facile à regarder, et l'amenant à « apparaître » jaune, bleu et violet, ainsi qu'à tourner. À l'appui de son hypothèse, M. Campbell a indiqué qu'un soleil bleu et rougi a été signalé en Chine comme cela a été documenté en 1983,. Cette hypothèse du nuage de poussière est reprise par Paul Simons qui, dans un article intitulé « Weather Secrets of Miracle at Fátima », a estimé possible que certains des effets optiques à Fátima aient pu être causés par un nuage de poussière du Sahara.
Ces dernières années le scientifique Arthur Wirowski a publié plusieurs articles proposant une modélisation mathématique du phénomène basé sur la rotation des cristaux de glace dans les nuages,,.

### Persistance rétinienne et altération de la rétine
Auguste Meessen a déclaré que les miracles du soleil ne peuvent pas être pris à leur valeur nominale et que les observations rapportées étaient liées à des effets d'optique provoqués par l'observation prolongée du soleil. Meessen soutient que la persistance rétinienne des images produites après de brèves périodes d'observation directe du soleil sont une cause probable des effets de « danse du soleil » observés ce jour-là. De même Meessen affirme que les changements de couleurs observés ont été très probablement causés par le blanchiment des cellules rétiniennes photosensibles,. Meessen observe que des « miracles du soleil » ont été observés dans de nombreux endroits où les pèlerins ont été encouragés à regarder le soleil directement. Il cite les apparitions à Heroldsbach en Allemagne (1949), par exemple, où de nombreuses personnes au sein d'une foule de plus de 10 000 personnes ont rapporté être témoins d'observations semblables à celles de Fátima. Meessen cite également un article du British Journal of Ophthalmology qui traite de quelques exemples modernes de miracles du soleil.
Une étude sur le même sujet a été réalisée par le sceptique belge Marc Hallet.
Des ophtalmologues indiquent que regarder fixement le soleil développe une rétinopathie dont les altérations visuelles pourraient donner l'impression d'une « danse du soleil » et de colorations du ciel. Mais les médecins soulignent également que cela entraîne une perte de vision (immédiate) qui peut être récupérée au bout de six mois, tout en présentant des risques graves de dégradation irrémédiable de la rétine,. L'hypothèse d'une distorsion temporaire de la rétine causée par le regard direct d'une telle lumière intense, entraînant des effets optiques pour le sujet, est également une piste que suggère Joe Nickell pour expliquer « la danse du soleil » observée par les témoins de Fátima, sans pour autant que l'auteur ne rapporte aucune altération de la vision parmi les témoins du "miracle" du 13 octobre 1917.
Cependant, de nombreux témoins (conscients des dangers pour la rétine de regarder le soleil sans protection adéquate) ont rapporté leur étonnement de pouvoir fixer le soleil de longues minutes sans douleur ni dommage aux yeux,,,. De plus, tous les témoins ont rapporté qu'ils n'ont pas eu la moindre irritation des yeux après le phénomène.

### Hallucination collective
Les premiers articles décrivant les faits évoquent l'idée « d'une hallucination collective »,,. D'autres articles, plus tardifs et critiques sur l'événement, affirment que c'est l'explication « rationnelle » face aux divers témoignages.
Cette thèse d'hallucination collective reste cependant défendue par différents auteurs postérieurs aux faits. Nous pouvons citer :
- Meessen suggère d'éventuelles explications psychologiques ou neurologiques pour les apparitions, il note cependant : « Il est impossible de fournir une preuve directe pour ou contre l'origine surnaturelle des apparitions »[45]. Il note également que « [il y a] peut-être quelques exceptions, mais en général, les voyants expérimentent honnêtement ce qu'ils rapportent »[45].
- Gérard de Sède publie en 1977 une étude sur les apparitions[50] niant toute manifestation de surnaturel à Fátima, il considère les « apparitions » comme une supercherie montée de toutes pièces par les familles des voyants et met les « miracles » sur le compte d'une hallucination collective renforcée par des phénomènes naturels[51].
- Kevin McClure affirme que la foule à Cova da Iria peut avoir été en attente d'un signe dans le soleil, car des phénomènes similaires ont été signalés dans les semaines qui ont précédé le miracle. Sur cette base, il estime que « la foule a vu ce qu'elle voulait voir ». Cependant, aucun des phénomènes précédents n'avait à voir avec le soleil ; l'attention du public était fixée sur le petit arbre où la dame était supposée apparaître.
- Leo Madigan[N 130] est d'avis que les différents rapports de témoins du miracle étaient exacts. Cependant, il allègue des incohérences dans les récits de témoins, et il suggère que l'étonnement, la peur, l'exaltation et l'imagination doivent avoir joué un rôle à la fois dans l'observation et le récit. Madigan compare cette expérience à la prière et considère que la nature spirituelle du phénomène expliquerait ce qui est décrit comme l'incohérence des témoins[52].
- D'autres personnes estiment que les témoins de l'événement ont pu être trompés par leurs sens ou avoir vécu un phénomène naturel local[53].

Plusieurs personnes contestent cette explication, comme De Marchi qui indique que l'hypothèse d'une hallucination de masse est peu probable pour les raisons suivantes, :
- le début et la fin brusque du miracle du soleil,
- les origines religieuses variées des observateurs,
- le nombre important de personnes présentes et l'absence de tout facteur de causalité scientifique connu.
- enfin, l'observation de l'activité solaire par des témoins situés à 18 km, contredit aussi la théorie d'une hallucination collective ou psychose collective[54].

D'après Stanley Jaki, le premier article paru dans la presse 36h après les faits n'indique rien qui puisse laisser penser qu'il s'agisse d'un phénomène d'hallucination collective, de plus, rien dans les photos réalisées sur site, lors de l'événement, et publiées deux semaines plus tard« ne montre aucun phénomène de transe durant l'attente de la foule, ni d'hystérie durant le phénomène ». Enfin, le fait que le phénomène ait été observé au même moment par des populations à plusieurs kilomètres de distance du lieu « d'apparition », contredit, selon S. Jaki, toute hypothèse d'hallucination collective. Le fait que l'événement attendu concerne le soleil est une « surprise totale » pour S. Jaky, qui écrit dans son ouvrage, : « Mais ni Lucie dos Santos ni personne dans cette immense foule ne s'attendaient à ce que le soleil lui-même semble être impliqué dans ce miracle. Si une telle attente avait été donnée à Lucie, cela n’aurait guère pu rester caché ». Certains témoins feront une déclaration similaire dans leur déposition.

### Autres hypothèses
Certains, sans remettre en cause la réalité de l'évènement, proposent une autre hypothèse : l'apparition d'un OVNI. Ainsi, certains estiment qu'il y a parfois une ressemblance de certains éléments de la description du « miracle » avec des témoignages d'apparitions d'OVNI tels que les a rapportés Jacques Vallée dans son livre Passport to Magonia.
Aucune hypothèse ne semble avoir été avancée pour le problème de l'évaporation de l'eau sur les témoins et sur le sol. Selon De Marchi, « Les ingénieurs qui ont étudié ce cas ont estimé qu'une quantité incroyable d'énergie aurait été nécessaire pour assécher, en quelques minutes, les flaques d'eau qui avaient été formées sur le terrain, comme cela a été signalé par des témoins »,.
De Marchi cite Pio Scatizzi qui a identifié deux solutions possibles :
« Les phénomènes solaires […] n'ont été observés dans aucun observatoire. Or il est impossible qu'ils aient pu échapper à l'attention de tant d'astronomes et même des autres habitants de l'hémisphère […] il n'est pas question d'un phénomène ou d'un événement astronomique ou météorologique […] Soit tous les observateurs à Fátima ont été collectivement trompés et ont commis une erreur dans leur témoignage, soit nous devons supposer une intervention extra-naturelle ».

## Adaptations au cinéma de l'événement
Ce phénomène a influencé les auteurs de films qui ont repris tout ou partie de cet événement pour l'intégrer dans leur trame dramatique :
- 2020 : Fatima, film américain. Ce film reprend l'histoire des apparitions de Fátima.